# Toyopet
Toyopet (Тойопет) — з 1947 року японський виробник автомобілів. Штаб-квартира розташована в місті Токіо. Права на бренд належать компанії Toyota. У 1978 році компанія припинила виробництво автомобілів.

## Сакічі Тойода
У 1867 році народився засновник компанії Toyoda Automatic Loom Works — Сакічі Тойода. Сакічі народився в сім'ї бідного ткача, оскільки особливого вибору у нього не було, то пішов він по стопах свого батька. У 1885 році він вступає у вечірню школу, де, крім іншого, вивчає юриспруденцію і дізнається нове для себе поняття — «патент». У 1887 році проектує свій перший ткацький верстат, а в 1890 році в Токіо проходила Третя Міжнародна виставка, яку 23-річний японець відвідував кожен день протягом двох тижнів, уважно вивчаючи всі механізми, пов'язані з ткацькою справою. В цьому ж році Сакічі Тойода патентує власний верстат, який підвищував продуктивність на 50 %, однак він не мав успіху, оскільки у Франції в цей час винаходиться автоматичний верстат. До 1893 року Тойода сконструював ще кілька верстатів, які не знайшли застосування, і цього року він кидає всі справи і їде в село, звідки був родом, оскільки майже всі заощадження були спущені на його винаходи.

## Компанія Toyoda Automatic Loom Works. Виробництво тканини
У селі він винаходить механізм, що дозволяв прясти більш тонку пряжу, і в 1895 році він відкриває магазин в Нагої- Ito Retail Store. Через рік він патентує вузьку автоматичну прядку, яка нарешті зацікавила покупців, а незабаром разом з одним із постійних покупців Тохачі Ішикавою він відкриває фабрику з їх виробництва — Otokawa Weaving Company. Потихеньку продукція компанії стала виходити на міжнародні ринки, в першу чергу в Східній Азії. У 1905 році Тойода засновує ще одну компанію — Shimazaki, яка через рік перетвориться в Toyoda-shiki Shokki Kabushiki Kaisha (Toyoda Automatic Loom Works). У цей час інженером в японській фірмі працював американець Чарльз Френсіс, який мав досвід роботи в Pratt and Whitney Company, і який привніс західну культуру ведення справи в компанію. Тоді Японія тільки починала робити перші кроки до індустріалізації.
У 1910 році Тойода і друг його дитинства, а також інженер його компанії — Акіші Нішікава відправляються в США, щоб набратися досвіду з більш досконалими західними зразками верстатів, хоча сам Сакічі запатентував безпосередньо до 1914 року шість патентів на території США. У 1915 році дочка Тойоди виходить заміж за Рісабуро Кодама, сина боса конкуруючої фірми, а за японськими традиціями після смерті батька весь спадок переходив не старшому сину, а старшому чоловіку у родині, тобто в даному випадку — зятю.

## Автомобілі Toyoda
У 1918 році, розбагатівши на постачанні тканини і одягу, Тойода реформує компанію, яка тепер називалася Toyoda Cotton Spinning and Weaving Co., Ltd., а через два роки до компанії приєднується син Тойоди — Кіічіро Тойода. Кіічіро і раніше допомагав батькові, зокрема з кресленнями його винаходів, оскільки Кіічіро навчався в Токійському університеті на промислового інженера і вмів добре креслити. У 1927 році Кіічіро стає головою ради директорів, в той час як чоловік його сестри був президентом компанії. Фірма стрімко багатіла, Кіічіро вирішує спробувати щастя в автомобільній сфері. У 1929 році він відправляється в Європу і США, де відвідує ряд автомобільних підприємств.

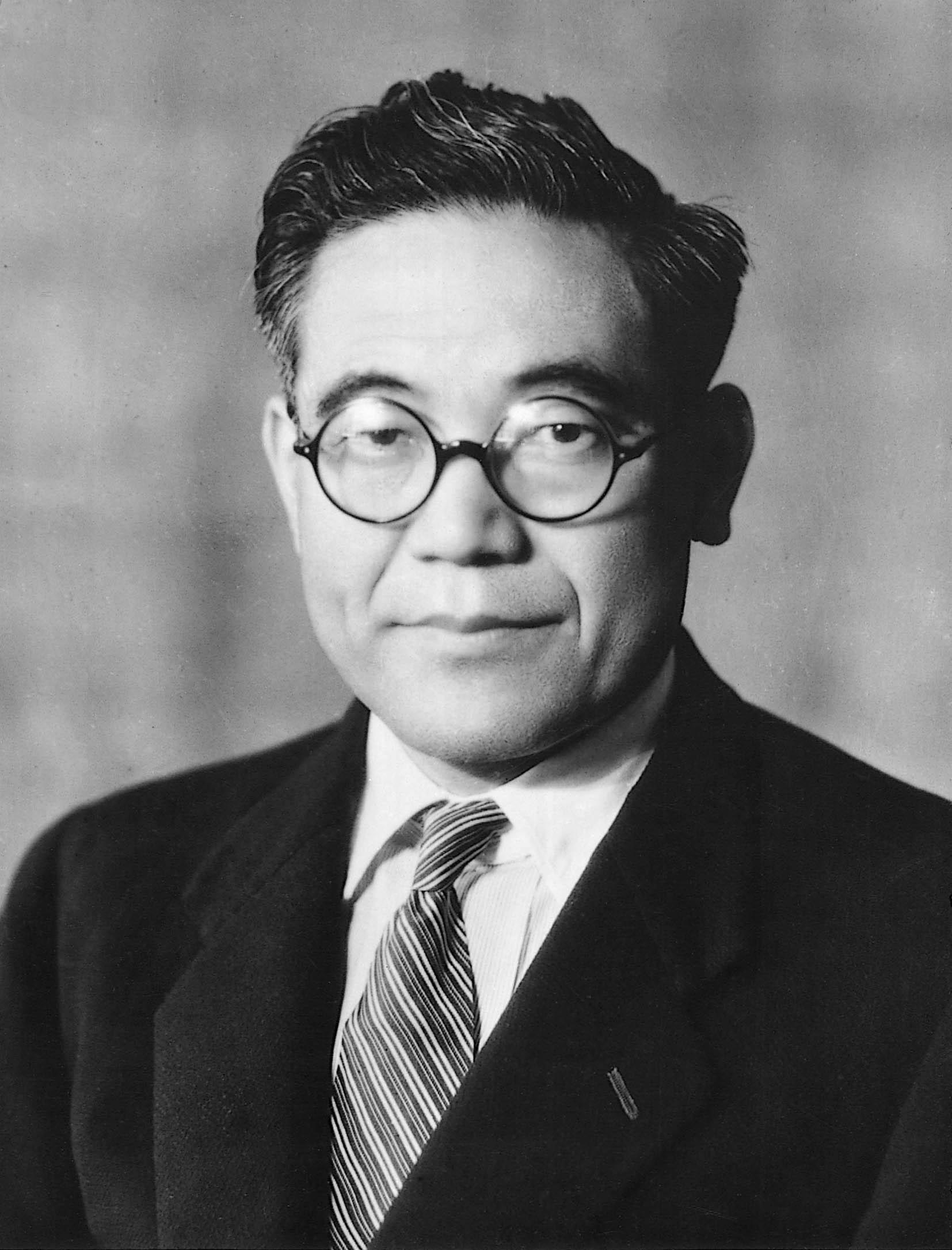
Кіічіро Тойода

В цьому ж році компанія продає всі свої патенти на виробництво ткацьких верстатів британській фірмі Platt Brothers, отримавши непогану суму, а в березні 1930 року Кіічіро повертається на батьківщину і відразу береться за створення автомобільного інженерного відділу в рамках компанії Toyoda Automatic Loom Works, попутно відбувається абсолютне оновлення виробничого обладнання та впровадження стрічкового конвеєра. Однак всі ці дії затьмарюються смертю Сакічі Тойоди, який помирає 30 жовтня 1930 року. В цьому ж році в Японії починається виробництво автомобілів марок Ford і Chevrolet, які монополізують японський ринок, де виробництво автомобілів місцевих марок знаходилося в зародковому стані. Мер міста Нагоя вирішує створити в ньому аналог американського Детройта, місцеві текстильні і гончарні підприємства за задумом політика повинні перекваліфікуватися на виробництво автомобілів. В проекті під назвою «Chukyo Detroit Project» брало участь відразу кілька місцевий компаній: Okuma Iron Works Co. Ltd., Nippon Sharyo Ltd., Okamoto Bicycle Works і Toyoda Loom Company. Як зразок для наслідування був узятий автомобіль марки Nash 1930 модельного ряду. Перші два прототипи, які були названі Atsuta, були побудовані в березні 1932 року. Під капотом великого і солідного автомобіля був восьмициліндровий 4-літровий мотор, потужністю 85 к.с., двигун і коробка були виготовлені сталеливарною компанією Okuma Iron Works Co, кузови були побудовані Nippon Sharyo Ltd, колеса і гальмівна система була поставлена велосипедною компанією, інші деталі були зроблені фірмою Кіічіро Тойоди. Однак для окупності проекту треба було продавати готову продукцію за ціною в 9500 єн, а з огляду на те, що Ford місцевого виготовлення коштував всього 3000 єн, то довелося поставити жирний хрест на мріях мера Нагої.
Але участь в цьому проекті не проходить даром для Кіічіро, і у вересні 1933 року компанія будує перший власний двигун внутрішнього згоряння, який назвали Type A. 3.4 л мотор виявився на ділі піратською копією двигуна компанії GM, який встановлювався на продукцію фірми Chevrolet, але японський двигун виявився на 2 к.с. потужнішим, і розвивав 62 к.с. завдяки зміненій системі впуску. У січні 1934 року рада директорів дає добро на збільшення інвестицій в автомобільне відділення, в автомобільний відділ наймається Хігума Ікенага, який вже мав досвід роботи в автомобільній компанії Otomo. Кіічіро в прискореному темпі шукає підрядників в сталеливарній галузі, але не знаходить жодного гідного з місцевих підприємств, тому вирішується все робити власними зусиллями, для цього закуповується обладнання в Німеччині та США.

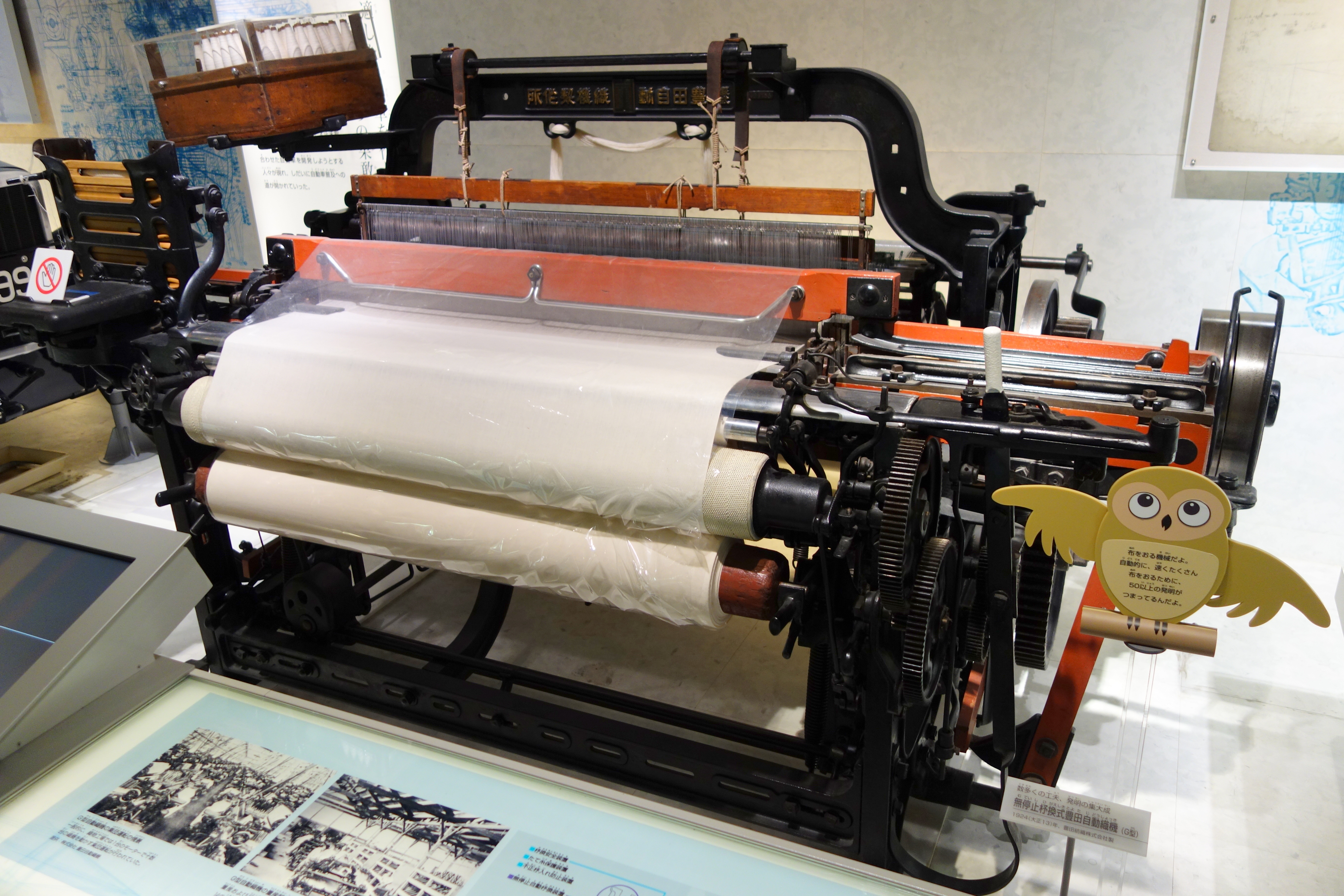
Автоматичний ткацький верстат Toyoda

У травні 1935 року демонструється перший прототип автомобіля Toyoda Model A1 — збірник технологій американського автопрому, двигуном служив уже згаданий раніше 3.4 л мотор, шасі автомобіля було скопійовано з американського Ford, а дизайн кузова був навіяний DeSoto Airflow.

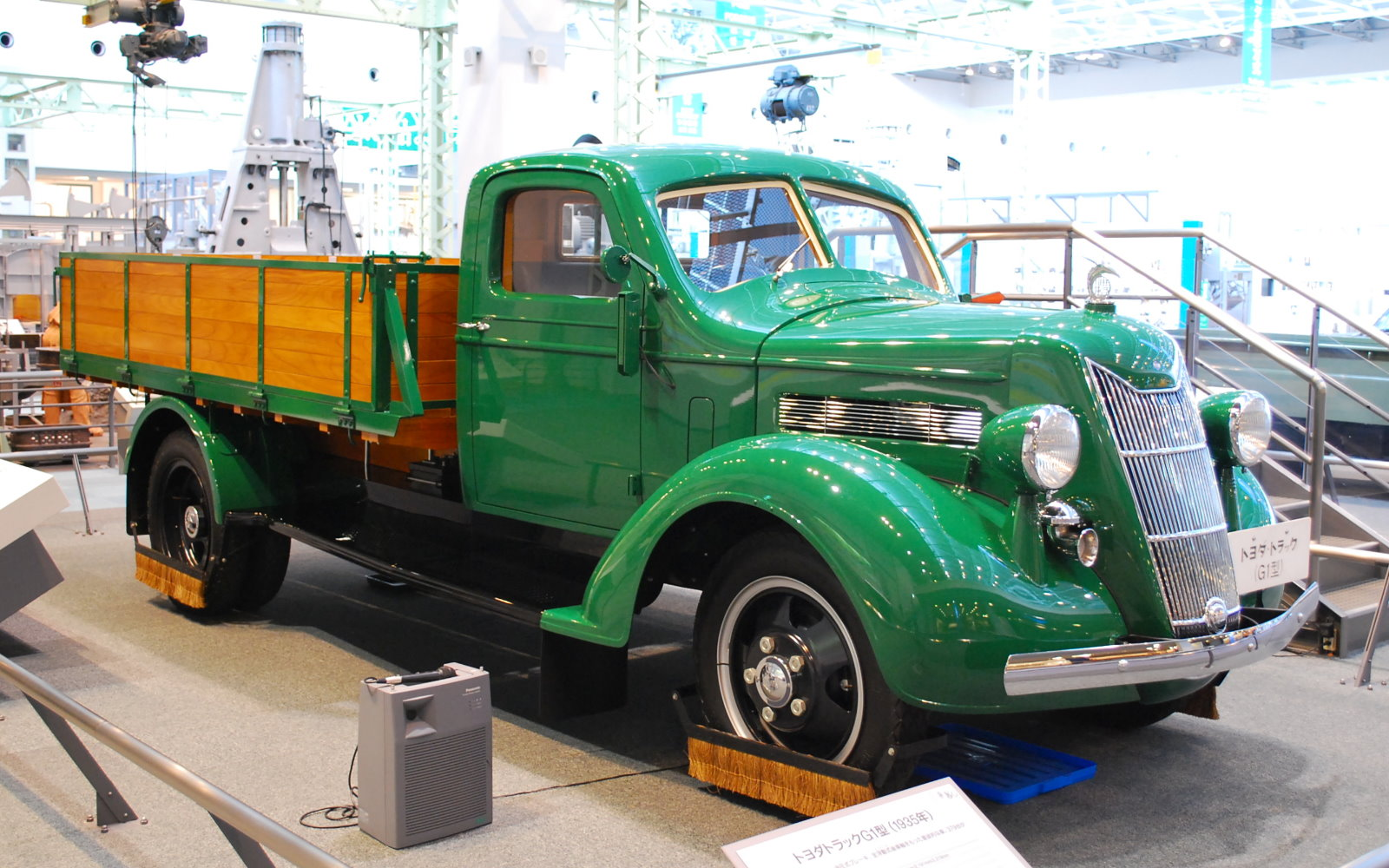
Toyoda Model G1

Тоді ж компанія отримує від кабінету міністрів Японії дозвіл на виробництво і продаж автомобілів. Розуміючи, що без дистриб'юторської мережі реалізовувати продукцію буде складно, Кіічіро Тойода вдається до допомоги Шотаро Камія, якого він переманив з посади прес-секретаря General Motors Japan. Камія наполягає на тому, що доцільно починати справу з виготовлення і продажу вантажівок, які були більш затребувані, ніж легкові авто. Тойоді не залишається нічого робити, як тільки погодитися з доводами колишнього прес-секретаря. Уже в серпні 1935 року будується вантажівка Model G1 з тим же 3.4 л мотором під капотом, цього разу «прототипом» послужила півторатонна вантажівка фірми Ford, яка була придбана в фірмою ще в березні 1934 рок. Однак і цього разу це була не копія одного автомобіля, так шасі і задній міст були аналогічні вантажному Ford, а передній міст і мотор були підглянуті у Chevrolet, дизайн кабіни був створений самостійно конструкторським відділом, який працював в ткацькому підрозділі фірми. Його вирішують показати на Токійській виставці, що проходила 21-22 листопада того ж року, вантажівка вирушила з Нагої своїм ходом, в кузові було багато запчастин: на той випадок, якщо щось зламається по дорозі. Однак на ділі вони практично не знадобилися, по дорозі зламалася тільки рульова тяга, яку міняли в польових умовах. Прибувши 21 листопада в 4 ранку в Токіо, машина встигла на виставку, де автомобіль викликав великий інтерес у публіки, так що через місяць доопрацьована вантажівка надходить продаж, причому продавалися вони в одному з маленьких гаражів в Нагої, оскільки свою мережу продажів ще не створили, а Камія, скориставшись своїми зв'язками, добивається згоди семи дилерів компанії Chevrolet на продаж вантажівок Toyoda G1 через їх контори. Фірма Toyoda, розуміючи, що конструкція вантажівки недопрацьована, безкоштовно ремонтує всі вантажівки, які ламалися під час експлуатації. За рік їх було продано всього 14 екземплярів, хоча на ділі претензії по рекламації більше стосувалися якості зварювання рами.

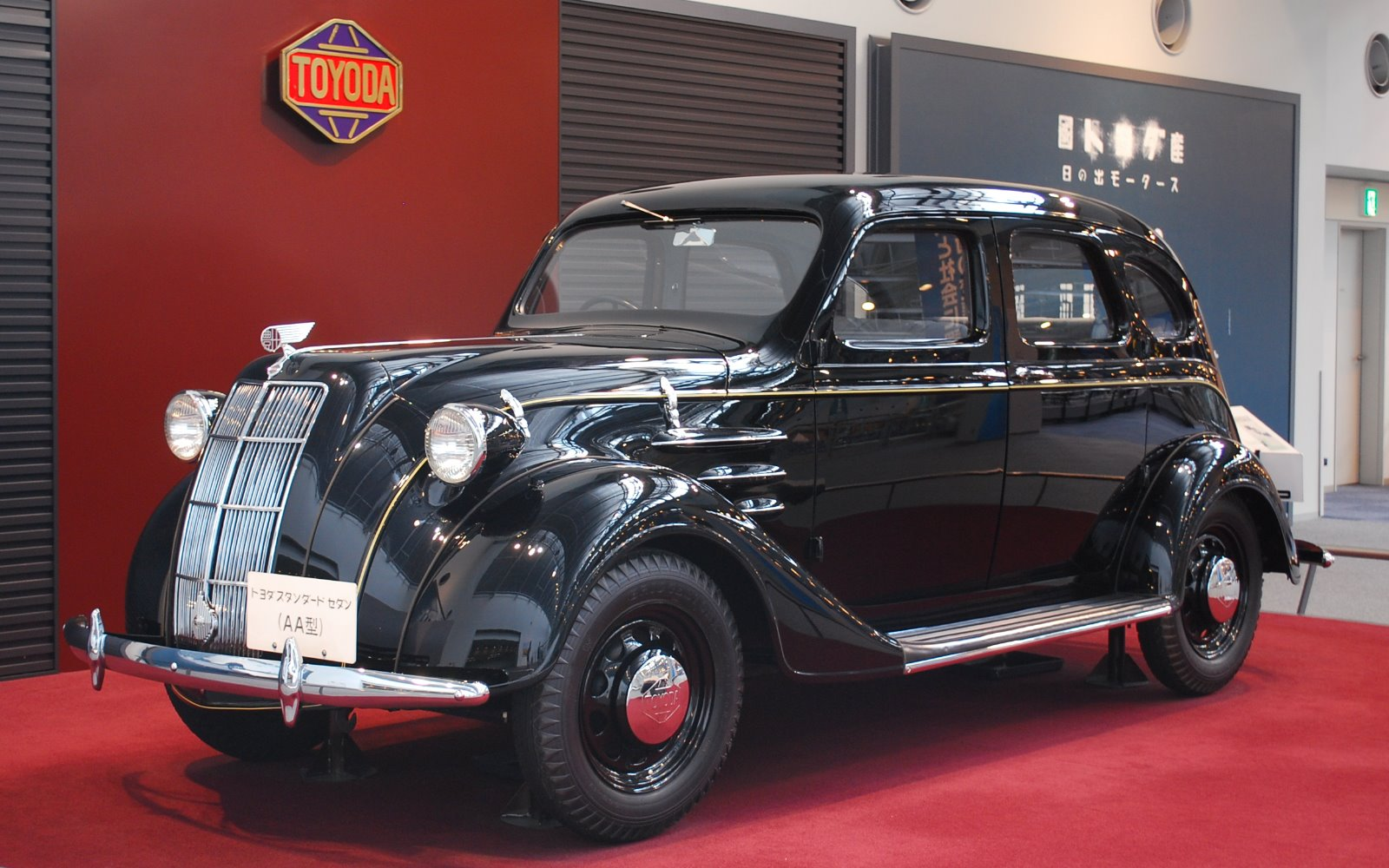
Toyoda Model AA Sedan

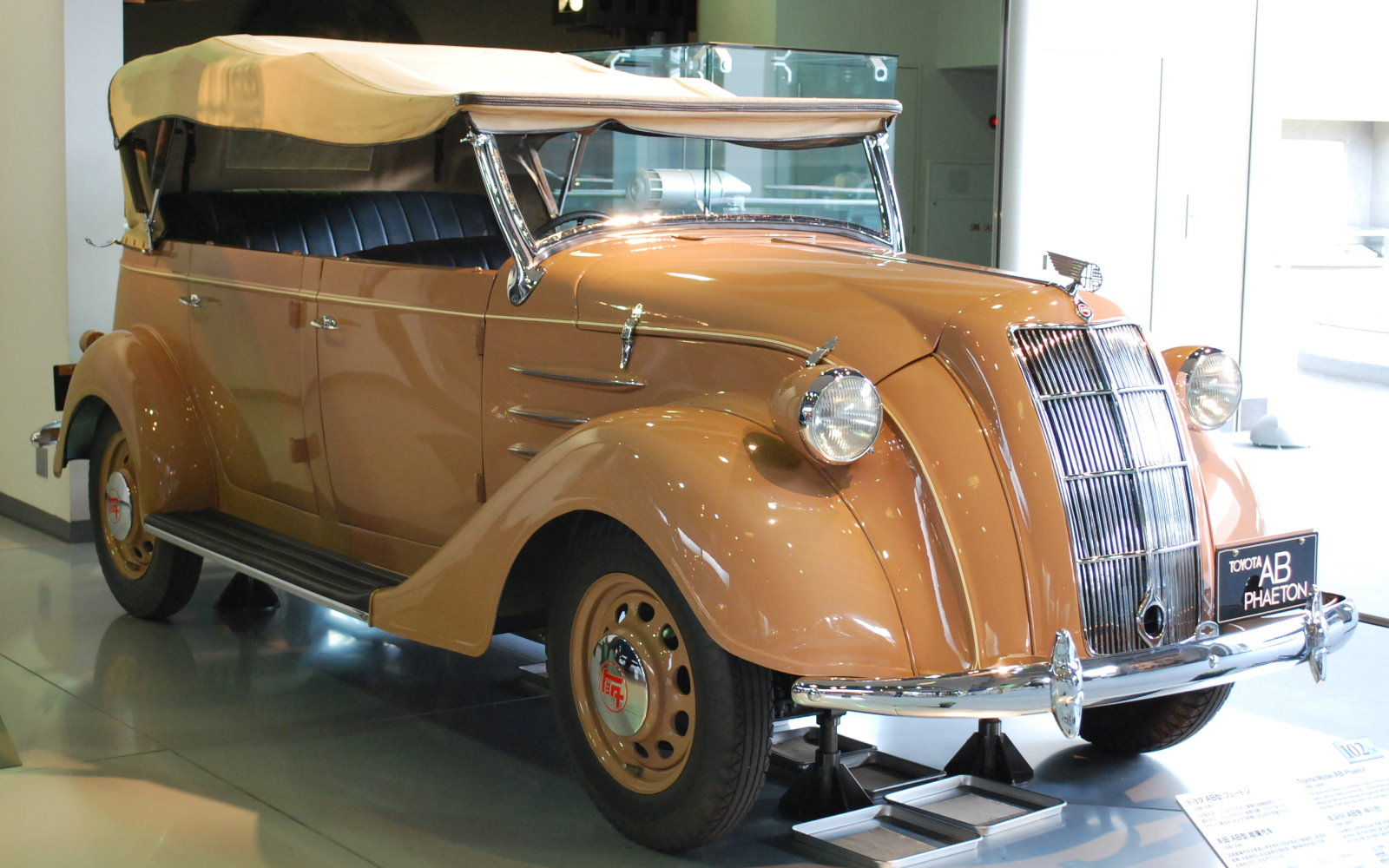
Toyoda Model AВ Phaeton

У вересні 1936 року розпочинається виготовлення і продаж легкових Toyoda, які зазнали незначних змін у порівнянні з прототипом і пропонувалися тепер в двох варіантах: з кузовом седан — Model AA, і варіант з кузовом фаетон — Model AВ, останній мав додаткові підсилювальні вузли, щоб кузов не склався. Також задні двері цієї версії відкривалися по ходу руху, а не проти, як це було у седана. Тоді ж Кіічіро Тойода вирішує змінити заради милозвучності назву фірми з Toyoda на Toyota, в латинському написанні змінилася всього одна буква, а в японському написанні назва стала коротшою на два знаки.
Одночасно з впровадженням нової назви Тойода купує і нову ділянку землі в Коромо, на якій будується новий завод, здатний випускати до 2000 автомобілів на місяць, при тому, що популярний в Японії Chevrolet був здатний виготовляти всього по 1300 примірників. При цьому Тойода проявляє далекоглядність, оскільки будує завод на березі моря, що мав спростити логістику продукції, 28 вересня 1937 року ґрунтується Toyota Motor Company, а ще через три місяці відкривається і новий завод. Але планам Кіічіро не судилося поки що було збутися, почалася війна в Маньчжурії, і новий завод був узятий під опіку військовими, які починають там масове виготовлення вантажівок для своїх потреб, виготовлення Model AB припиняється, але випуск закритого легкового автомобіля тривав далі.

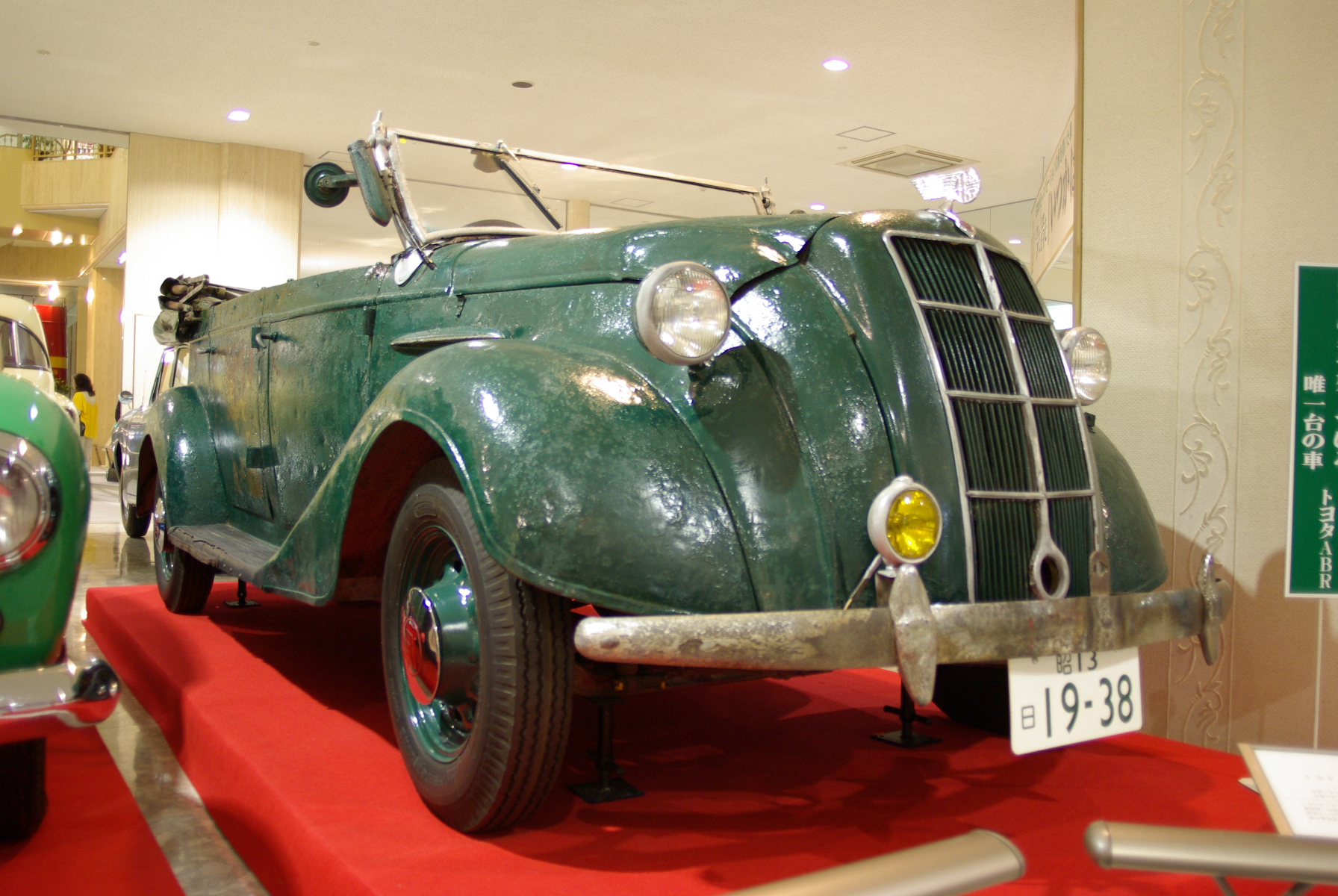
Toyota Model ABR Phaeton

У 1938 році як експеримент будується клон 2-циліндрового двотактного мотора DKW F7, який встановлюється на передньопривідні шасі, які також були скопійовані з німецького донора, крім Model EA була побудована ще й машина моделі EB, у якій в дію приводилися задні колеса, від точно такого ж агрегату. За розробку 600-кубового 18-сильного двигуна відповідав Едзі Тойода, син Кіічіро Тойода, а ходові елементи проектував Хігума Ікенага. Всього було побудовано близько 10 автомобілів з дерев'яними кузовами, проте обидві моделі не пішли в серію з перерахованих вище причин. Трохи більше пощастило прототипу, показаному у вересні 1939 року — Model AE, яка пішла в серію в 1941 році, машина була оснащена 2.3 л 4-циліндровим мотором, потужністю 49 к.с., цей мотор був отриманий шляхом «відрізання» двох циліндрів від шестициліндрового двигуна А1, всього за два роки було побудовано 76 автомобілів цієї моделі. У 1938 році уряд Японії вводить протекціоністські мита, підняті мита на ввезені іноземні деталі, що відразу зробило нерентабельним виробництво Ford і Chevrolet, зате допомагає реалізовувати японські автомобілі. У 1939 році модель АА отримує новий двигун, об'єм його залишився колишнім, але потужність була збільшена, також двигун Model B стали встановлювати на вантажівку нової серії — GB.
Незабаром розгорається Друга світова, в 1942 році японці висаджуються в Філіппінах, де під час боїв захоплюються трофеї у вигляді Bantam BRC-40 (той, що дав путівку в життя марці Jeep, в серію під марками Willys і Ford пішов штабний позашляховик, розроблений компанією Bantam). Японська влада дає вказівку компанії Toyota виготовити аналогічний автомобіль, в 1944 році будується перший з шести прототипів Model AK10. Для нової повнопривідної машини конструюється новий чотирициліндровий 2.3-літровий мотор, потужністю 43 к.с., триступенева трансмісія мала постійний повний привід, плюс знижувальну передачу. Однак в серію машину не встигли запустити, оскільки Японія до цього моменту вже капітулювала.

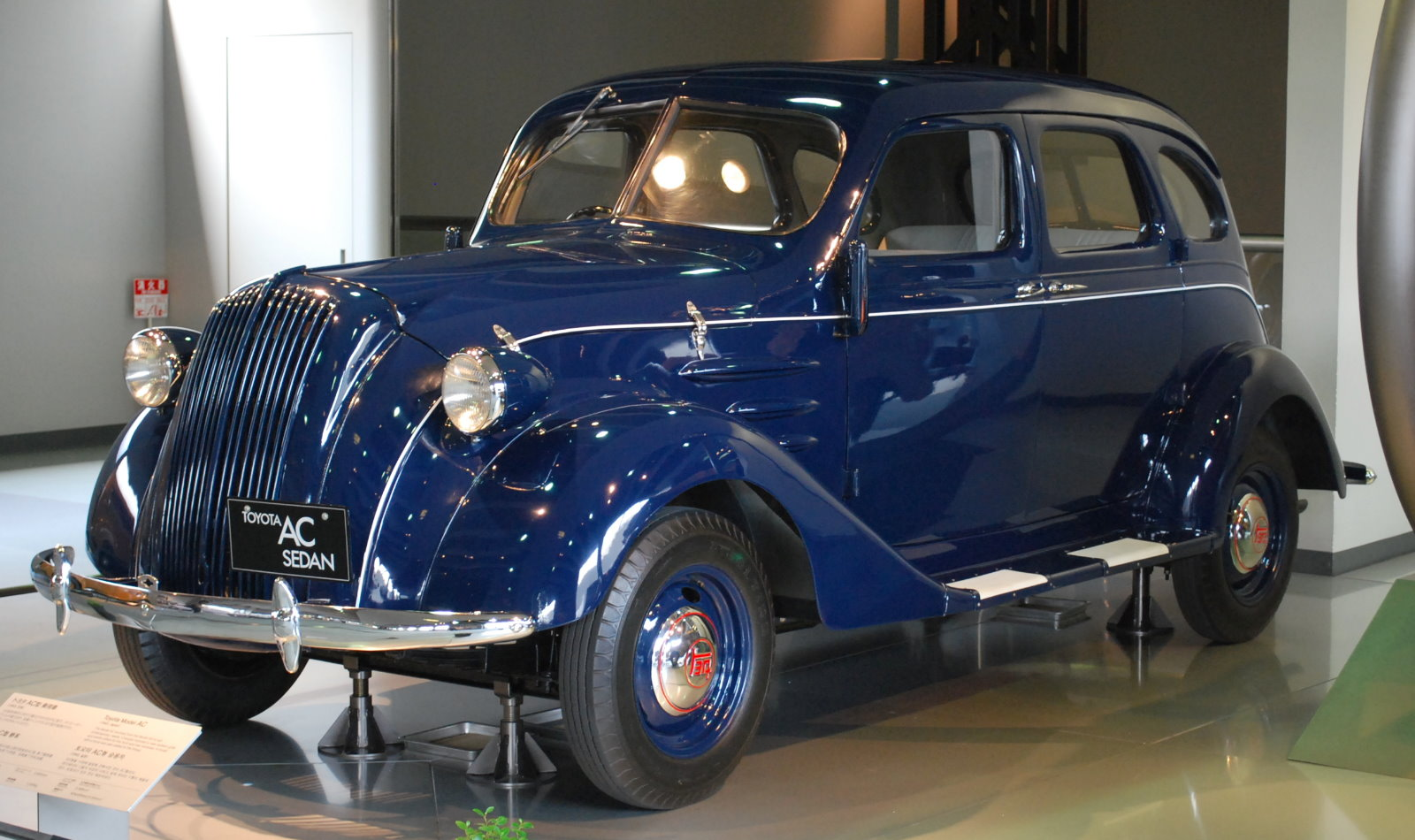
Toyota Model AC

У 1943 році седан Model AA, якому пішов восьмий рік, модернізується, технічно змін не відбувається, але зовнішність оновлюється, лобове скло змінюється двоскладовим, також пропадають деякі хромовані елементи декору. Однак, якщо моделі AA і AB були виготовлені в кількості трохи більше 1700 екземплярів, то новий Model AC виявився куди більш рідкісним: всього було вироблено 115 автомобілів. Не дивлячись на війну, інженери фірми не втомлювалися постійно творити прототипи, які не збереглися, експериментували і з електромобілями, проте всі ці машини були виготовлені в одиничних екземплярах, так і залишившись на стадії прототипів.
В останній день війни 14 серпня 1945 року завод Toyota Motor Co чомусь піддається бомбардуванню, ливарний цех повністю знищується, що ставить компанію під загрозу закриття. Оскільки американці заборонили виготовляти автомобілі, то фірма починає робити праски, чайники, електромотори для човнів та інші дрібниці аж до ложок і каструль. У грудні того ж року американські військові дозволяють нарешті відновити виробництво цивільної продукції, після чого починається випуск вантажівок. Але, незважаючи на те, що компанія знаходиться у важкому економічному становищі, фірма готується до виробництва нової моделі — SA, спроектованої інженером Кадзуо Кумабе, який до війни провів якийсь час у Німеччині, стажуючись на заводах компанії Auto Union, а також вивчаючи розробки доктора Порше. Дизайн Model SA був явно інспірований німецьким «Жуком». Не дивлячись на наявність незалежної підвіски всіх чотирьох коліс і хребтової рами, технічна схожість на цьому закінчувалася, літровий чотирициліндровий мотор водяного охолодження, потужністю 27 к.с., був розташований спереду, мотор був побудований з оглядкою на двигун довоєнного Adler Junior Trumpf з Німеччини. Двигун цей був здатний розігнати крихітку до 90 км/год, а більше тоді для вибоїстих післявоєнних доріг Японії було непотрібно. Мало того, що SA стала першою японською машиною з незалежною підвіскою всіх коліс, так ще вона стала і піонером в частині застосування гідравлічного приводу гальм серед японських малолітражних автомобілів.

## Початок виробництва автомобілів Toyopet
У жовтні 1947 року фірма випускає в серію новий автомобіль, який продавався під маркою Toyopet, ще в червні на раді директорів було придумано назву марці післявоєнних нових автомобілів, назва ця була з'єднанням двох слів — Toyota і Pet, що мало означати «домашній улюбленець від Тойоти». У 1949 році Toyopet стало торговою назвою дилершипа, який продавав автомобільну продукцію компанії Toyota (Toyopet Store). Основна маса цих автомобілів, які були випущені всього в кількості 215 автомобілів, була викуплена таксистами, оскільки рядовому японцеві володіння автомобілем було поки що не по кишені. Хоча фахівці і встановили на автомобіль такі сучасні агрегати, як незалежну підвіску всіх коліс і гідравліку в гальмівній системі, але чомусь позбавили двигун повітряного фільтра, так що весь пил летів з дороги в камеру згоряння, що досить швидко призводило в непридатність двигун. Порівнюючи цю машину з німецьким аналогом від Volkswagen, потрібно зауважити, що, не дивлячись на те, що німець був на 2 сили слабшим, він розвивав швидкість до 106 км/год, в той час як японець міг розігнатися всього до 86 км/год, що ставило динамічні параметри моделі на рівень європейських аналогів початку 30-х років. Настільки погані характеристики моделі SA були обумовлені великою вагою автомобіля, в той час як «Жук» важив 780 кг, японець був у порівнянні з ним сумоїстом і не дотягував до тонни всього кілька десятків кілограм.

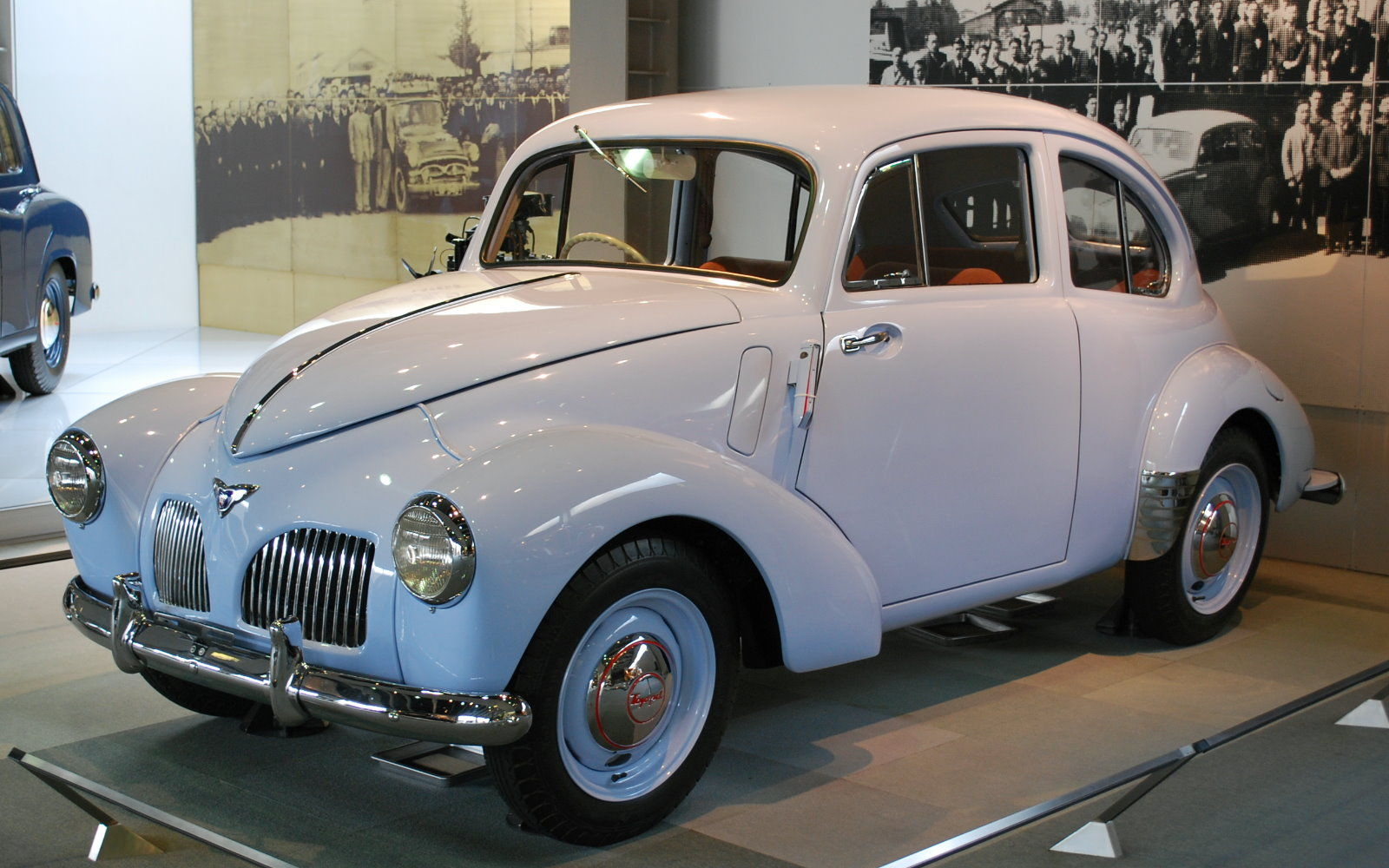
Toyopet Model SA

Крім цієї машини, в 1947 році було ще виготовлено і 50 автомобілів моделі АС, знятої з виробництва в лютому 1944 року, але американська військова влада, яка окупувала Японію, замовляє для себе штабні автомобілі, які виготовлялися з уцілілих запчастин.

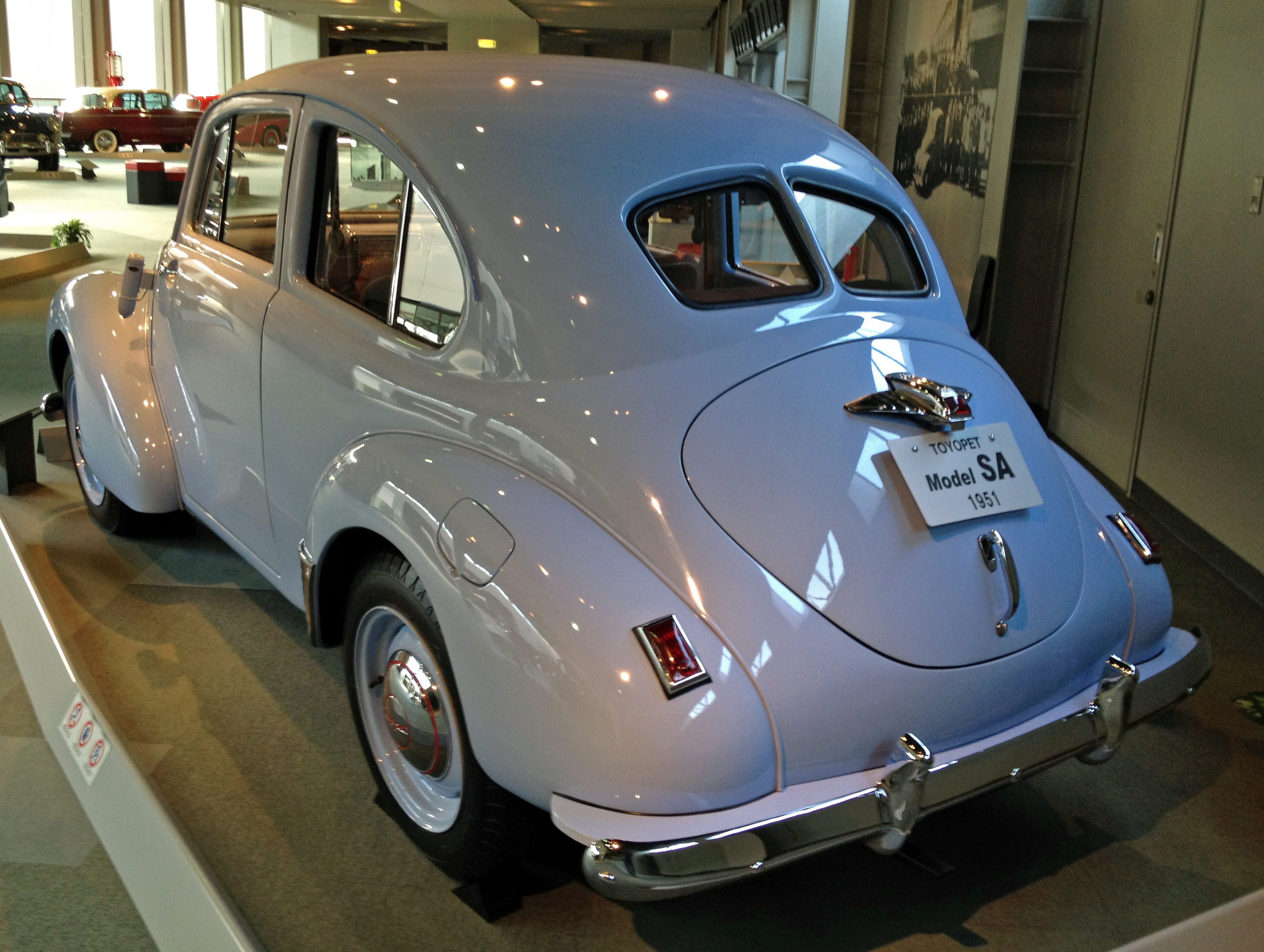
Toyopet Model SA

У листопаді 1949 року у Toyopet SA з'являється більш примітивний родич — Model SD, побудований на базі вантажівки SB. Обидві ці машини (SB і SD) були побудовані на шасі східчастого типу із залежною підвіскою як спереду, так і ззаду, в іншому технічно вони повторювали SA. Кузови для легкових версій будували компанії Kanto Auto Works і Arakawa Sheet Metal Works. На відміну від моделі SA, в салоні цих машин поміщалося не чотири пасажири, а п'ять, однак найбільш рідкісним SD є варіант з кузовом спортивного типу, який виготовлявся фірмою Widefield Motors.
Проте фірма так і не відновилася в фінансовому плані після тих руйнувань, що завдало їй бомбардування, заради економії компанія змушена була звільнити 1600 працівників з 8000 наявних, непопулярні заходи викликають бурхливу акцію протесту. Розуміючи, що щось треба міняти, Кіічіро дає вказівку навесні 1950 року створити незалежну компанію Toyota Motor Sales, якій було доручено займатися реалізацією продукції не тільки в Японії, але і в світі взагалі. Також в 1950 році на замовлення американських військових починається виробництво позашляховика Toyota BJ-51, базою якому послужив прототип, розробка якого почалася ще в 1942 році. Однак ці заходи і події, що обіцяли збільшення збуту автомобілів, залишаюся без уваги з боку страйкарів, фірма стоїть перед вибором: або оголосити про свою неспроможність і закритися, або піти на непопулярні заходи і звільнити стільки людей. Вибір робиться на користь другого сценарію подій, одночасно з цим в знак солідарності зі звільненими у відставку подають всі керівники компанії. Цей вимушений факт сильно вдарив по Кіічіро Тойода, і той вмирає в 1952 році від депресії у віці 58 років, його смерть шокувала профспілку працівників фірми і страйки припиняються.

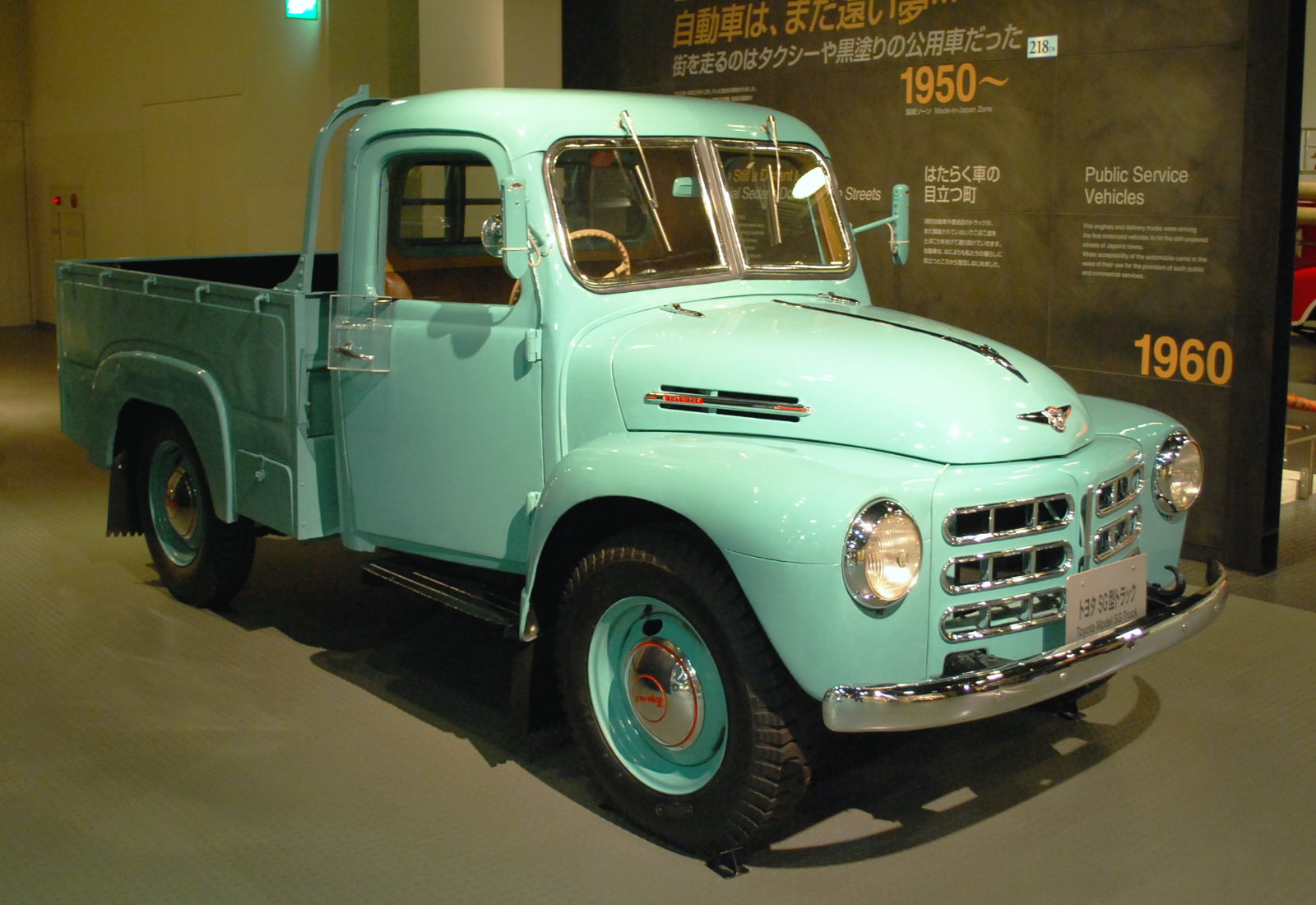
Toyopet Model SG

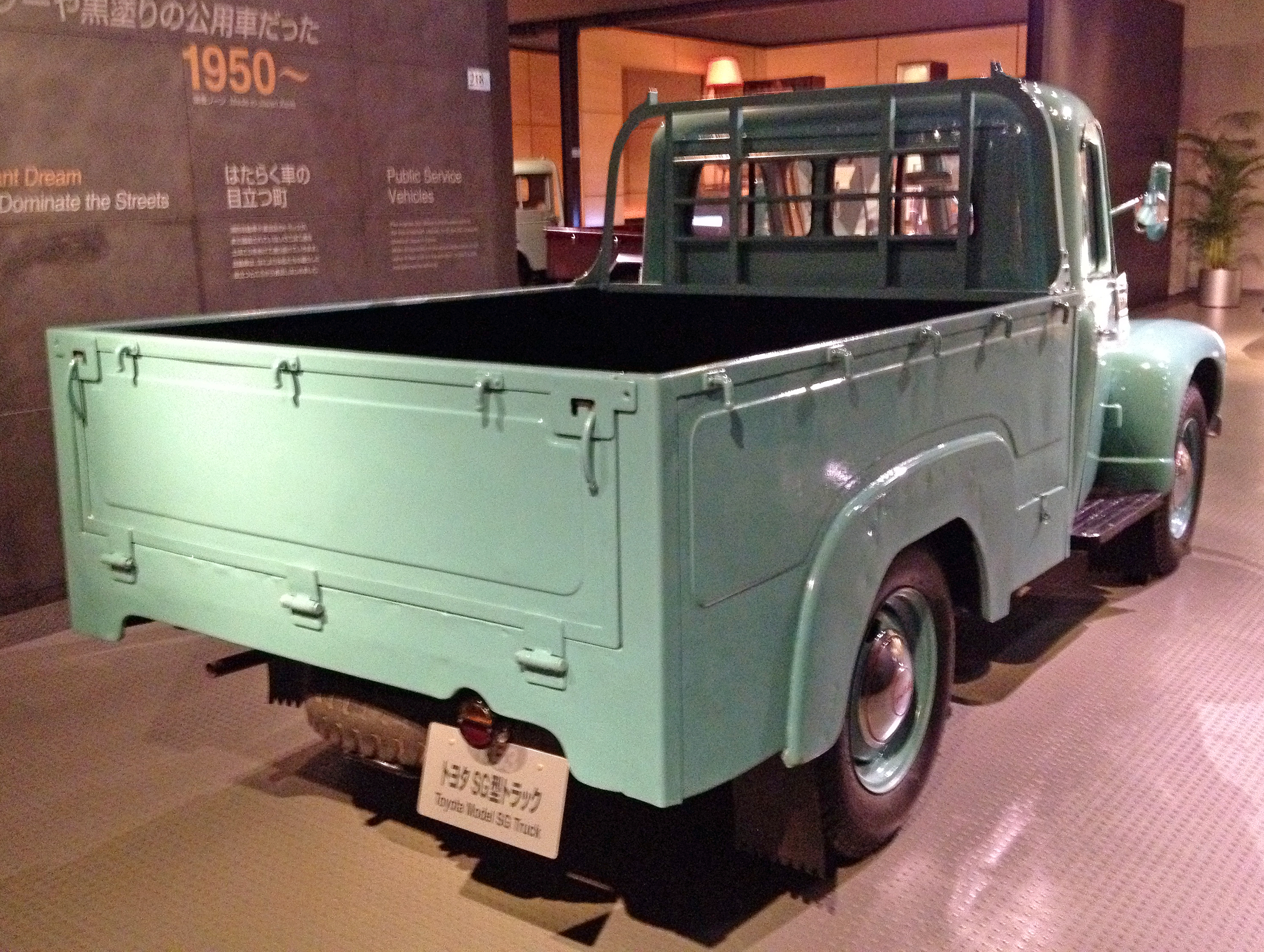
Toyopet Model SG

За рік до смерті засновника автомобільного підприємства Toyota у виробництві з'явилася модель SF (листопад 1951 року), яка змінює SD і випускалася паралельно з моделлю SA. Головна відмінність SF від SD полягала в подовженому на 10 см в базі шасі, спереду, крім листових ресор, були встановлені і амортизатори (ззаду амортизатори були встановлені ще починаючи з моделі SB), віддача літрового мотора була піднята до 28 к.с.. Ця модель стає наймасовішою з легкових в цей період життя марки Toyopet до вересня 1953 року, коли її змінила машина нового покоління, було реалізовано понад 3635 автомобілів. Якщо до цього моменту кузови будувалися сторонніми виробниками Arakawa Sheet Metal Works, Central Japan Heavy-Industries Ltd, Nippon Vehicle Body Co Ltd. або Kanto Auto Works Ltd., то в серпні 1951 року відкривається власне підприємство Toyota Auto Body Co., Ltd., що стало виготовляти кузови для автомобілів Toyopet, але воно не покривало повністю потреби компанії.
Після смерті Кіішіро Тойода біля керма компанії стає його син Ейдзі Тойода, який ще в 1950 році вирушив до США домовлятися з компанією Ford Motor Company про злиття, проте як тільки Тойода-молодший прибув в США почалася Корейська війна, і Держдеп США забороняє ділитися конструкторськими напрацюваннями з азійськими компаніями, проте уряд дозволяє брати стажистів в конструкторське бюро американських фірм. Одним із стажистів фірми Ford і стає Ейдзі Тойода. Через півтори місяці він покинув «Форд» і поїхав знайомитися з продукцією фірм Chrysler, Budd Company (кузовобудівна фірма), Timken Detroit Axle Company, Muskegon Piston Ring Company і Bauer Roller Bearing Company, після повернення з США він встановлює на заводах ящики побажань, в які свої думки щодо поліпшення фірми міг написати і кинути будь-який працівник фірми. Toyota стає єдиним японським виробником автомобілів, який йде по самостійному шляху розвитку справжнього японського автомобіля, оскільки Mitsubishi купили ліцензію у Kaizer Frazer Corporation на Henry J, Hino Diesel Industry Co починають випускати клона Renault 4CV; Nissan Motor Co виготовляли Austin A40, а Isuzu Motors Limited збирали іншого британця — Hillman Minx.

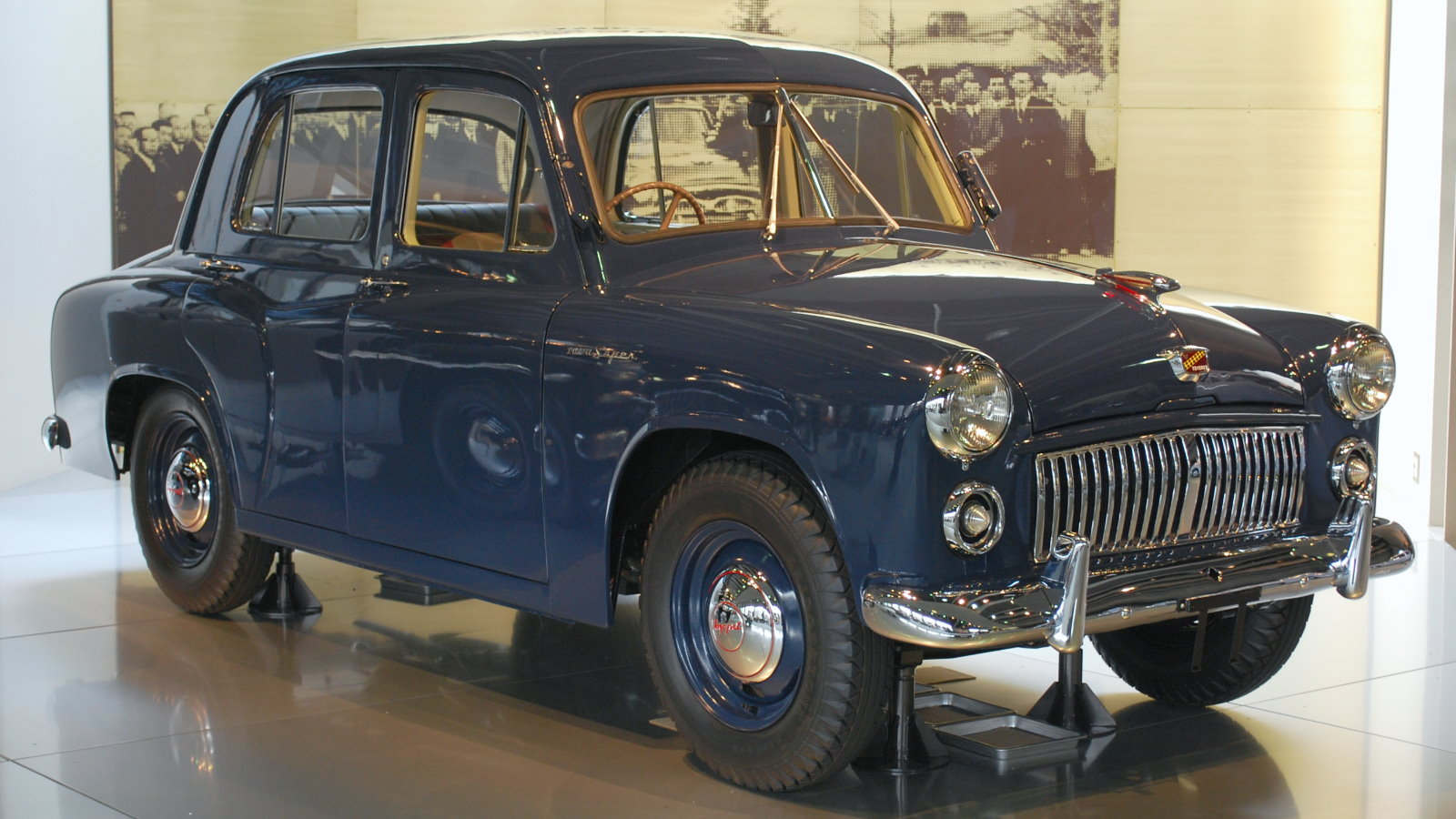
Toyopet Super Model RHN

У вересні 1953 року розпочинається виробництво автомобіля Custom Model SH, побудованого на базі моделі SF, шасі було аналогічне попереднику, а під капотом був встановлений 4-циліндровий 1.5-літровий мотор нового покоління (Model R), що розвивав 48 к.с., двигун був розроблений ще в серпні 1952 року. Однак дуже швидко, буквально в тому ж місяці, цю модель, яка розійшлася тиражем в 230 екземплярів, змінює поліпшена модель — Super Model RH, яка отримує гальма з гідравлічним приводом, а не тросовим. Кузови для Super RH виготовляли Mitsubishi Heavy Industrial Manufacturing Co. і Kanto Auto Works, Ltd, які відрізнялися один від одного не тільки зовнішнім видом, а й ціною. Як і в СРСР на базі серійних «Перемог» були побудовані авто для органів влади, так і в Японії на базі Model RH був побудований поліцейський автомобіль з шестициліндровим мотором, який відрізнявся від цивільної версії подовженим передком (інакше мотор було не розмістити).

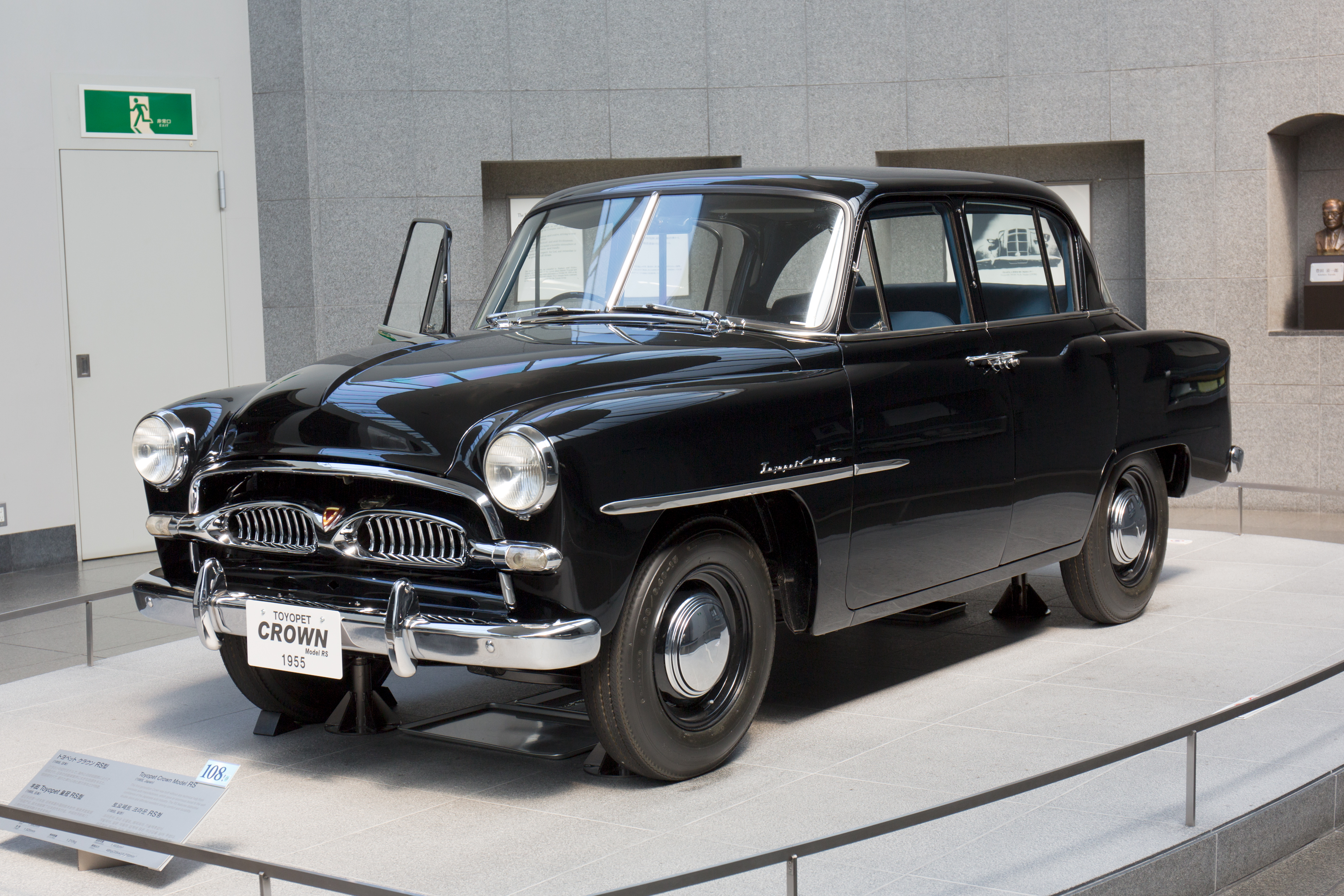
Toyopet Crown Model RS

У 1954 році позашляховик BJ, що випускався в основній своїй масі для американських військових, отримує назву Land Cruiser, раніше таке найменування мали моделі фірми Studebaker. Ще до того, як біля керма компанії став Ейдзі Тойода, фірма починає проектування нового легкового автомобіля, який нарешті з'являється в 1955 році, це був 1.5-літровий Crown Model RS, назва була придумана ще за життя Кіічіро. Автомобіль, побудований на платформі моделі SF, був оснащений незалежною передньою підвіскою власної розробки, ззаду був нерозрізний міст, що спочивав на листових ресорах, коробка передач була оснащена синхронізаторами всіх трьох швидкостей, що спрощувало вмикання передач (багато західних автомобілів не мали синхронізатора на першому ступені), гальмівна система мала гідравлічний привід, головна передача була гіпоїдною, що дозволило встановити кардан якнайнижче, що в свою чергу опустило днище автомобіля і відповідно центр тяжіння. Crown RS став першим Toyopet, який повністю виготовлявся власними зусиллями, в тому числі і кузов, панелі якого штампували нові преси, куплені роком раніше. Задні двері автомобіля відкривалися проти руху, тобто так звані «суїцидальні двері». З появою нової машини починається і експортна програма фірми, автомобіль продавався не тільки в Південно-Східній Азії, а й у Південній Америці, оскільки в цих країнах покупці були не настільки вибагливі до автомобілів, ніж північноамериканці або європейці.

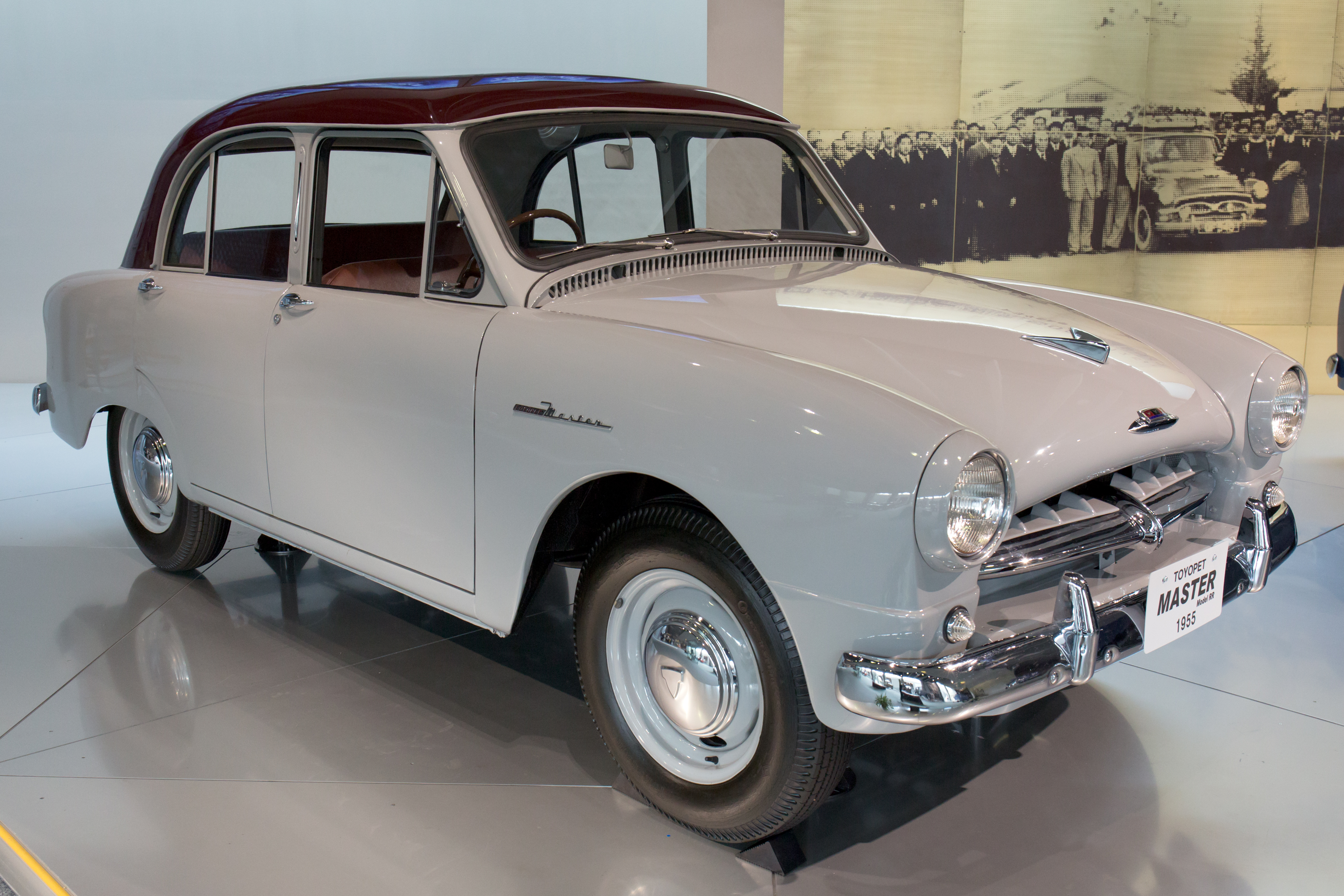
Toyopet Master Model RR

Разом з цією машиною випускалася і спрощена версія — Master Model RR, головна відмінність була в підвісці — спереду у неї була не пружинна незалежна підвіска, а встановлена на листові ресори підвіска від моделі RH, яку вона і змінювала на конвеєрі. Кузов автомобіля хоч і мав деякі елементи від топової моделі, але все ж відрізнявся від неї по дизайну, наприклад, задні двері у Master Model RR відкривалися так само, як і передні. Кузов більш дешевої моделі був трішки коротшим, вужчим, але при цьому вищим, а розробка дизайну була довірена фірмі Kanto Auto Works, яка і стала виготовляти кузови. Конструктори бачили головними покупцями цієї версії таксистів, яким потрібна була куди більш надійна машина для великих пробігів по поганих дорогах. Але випускали Master RR недовго, вже в листопаді 1956 року її зняли з виробництва. Фірма Kanto Auto Works не залишилася без роботи, вона продовжила виробництво комерційної лінії, що отримала назву Masterline RR і з'явилася у продажу у вересні 1955 року. Технічно це був той же Master RR, тільки оснащений кузовами типу універсал, пікап і пікап з подвійною кабіною. У жовтні 1956 року потужність двигунів піднялася з 48 к.с. до 55 к.с..
У квітні 1956 року журналіст Ютака Цудзі і фотограф Хадзіме Цутізакі разом з Toyopet Crown RS Deluxe відправляються на літаку в Лондон, звідки вони вже свої ходом на автомобілі починають повернення в Токіо. Пробіг був присвячений перельоту японського літака Mitsubishi Ki-15 з Токіо до Лондона, який стався 19 років тому в цей же час, тоді популярний під час війни у японців літак доставив імператора на коронацію короля Сполученого Королівства. Всього японці здолали 50 000 км, прибувши до столиці Японії за кілька днів до Нового року, метою було не тільки довести надійність автомобіля, але і познайомити людей з цим невідомим для більшості жителів європейського та азійського континентів японським автомобільним брендом.

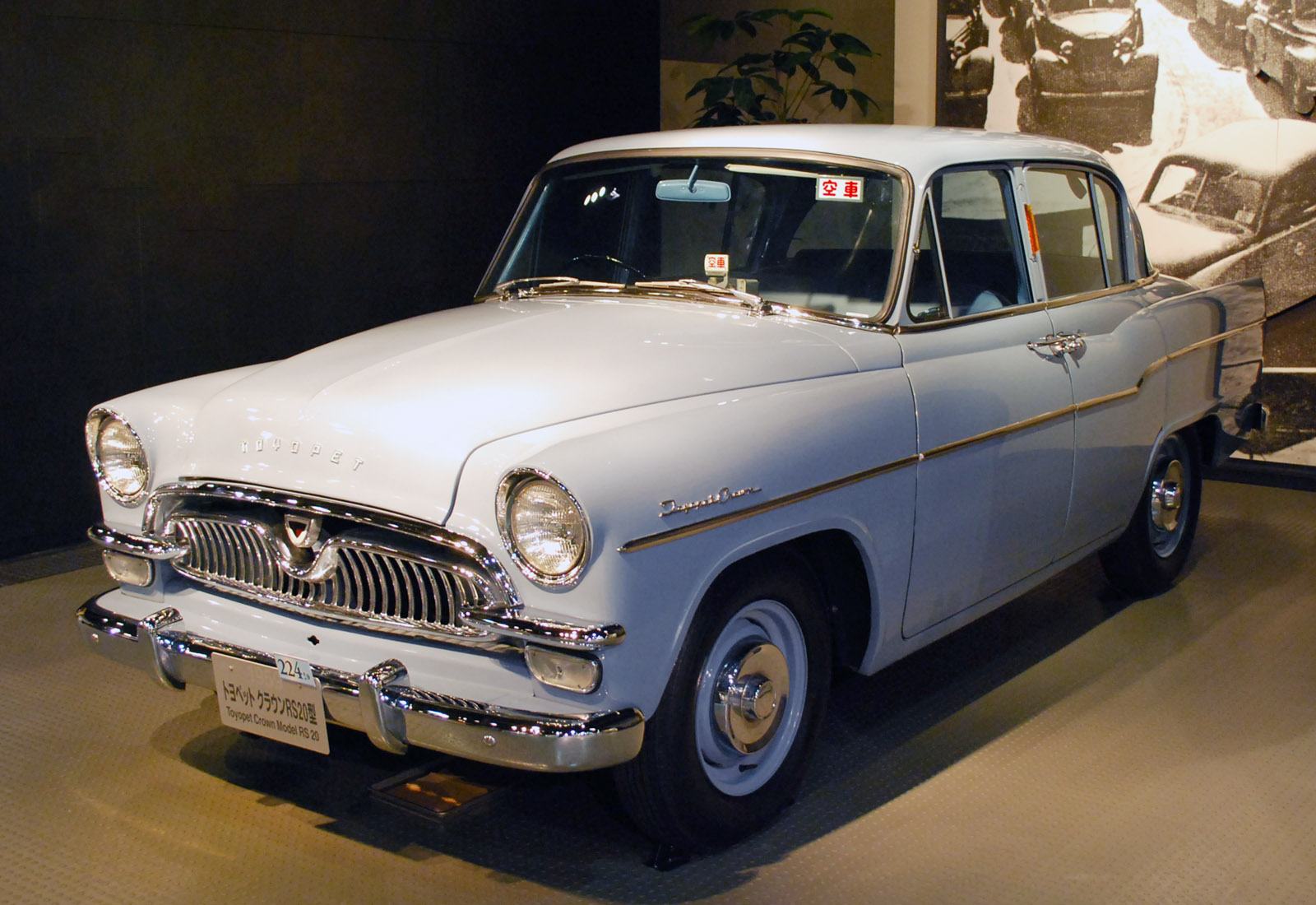
Toyopet Crown RS20

У листопаді 1956 року припиняється виробництво моделі Master RR, проте продовжилося виробництво комерційних варіантів моделі Crown — пікапа і тридверного універсала, які стали просуватися на ринку під назвою Masterline. У серпні 1957 року відкривається компанія Toyota Motor Sales USA, яка привозить два Toyopet Crown з 58-сильним двигуном в Голлівуд. У жовтні в колишньому шоу-румі фірми AMC, де продавалися в основному моделі Rambler, починаються продажі перших японських автомобілів в США, сусідом компанії по будівлі був представник фірми Ford. Перші машини були продані всього влітку 1958 року, оскільки машини довелося адаптувати до американських норм безпеки, в першу чергу замінювалася передня оптика, яка не світила так яскраво, як це вимагали американські закони. Японці будували райдужні плани, бачачи, з яким ажіотажем американці скуповують «Жуків» від VW. Ейдзі розраховував як мінімум на 10 000 проданих автомобілів на рік, однак Crown RS20 (який оновили в 1958 році — підняли фари і встановили односкладне лобове скло) мав три недоліки: слабку потужність мотора, який дозволяв розігнатися на хайвеї заледве до 130 км/год, по-друге, мотор боявся перегріву, чого було важко уникнути в горбистій місцевості Голлівуду, по-третє, найголовніший мінус — висока ціна на машину, різниця в порівнянні з «Жуком» становила 40 % (стартова ціна у японця починалася з 2000 доларів). Все це разом дозволяє реалізувати всього 287 легкових автомобілів за рік. Не допомагали продажам і довші гарантійні терміни. Якщо в середньому американці давали 4 місяці або 10 000 км гарантії, то японці обіцяли вирішити будь-яку рекламацію, що виникла протягом шести місяців або 15 000 кілометрів.
У 1958 році в США був проданий перший і єдиний за сезон Land Cruiser FJ25 (всього до 1960 року було реалізовано 162 автомобіля), машину спеціально для американського ринку оснастили рядом опцій: двірниками стекол, покажчиками повороту, тентом, запаскою та інструментами. А через рік, реалізувавши за весь час продажів через 70 дилер-шипів близько 2000 автомобілів, з ринку США виводять провальну модель Crown, після чого керівництво вирішує тимчасово припинити свою експансію на північноамериканський ринок легкових автомобілів, відправивши нерозпроданих кілька сотень автомобілів назад в Японію (таким чином в Японії продавалися в цей період і Toyopet Crown з лівим кермом). Засмучений провалом голова ради директорів Тайцо Ішіда в гніві наказав втопити ці двісті непроданих автомобілів в Тихому океані, щоб не бачити «ганьби поразки», але наказу його ніхто не виконав.

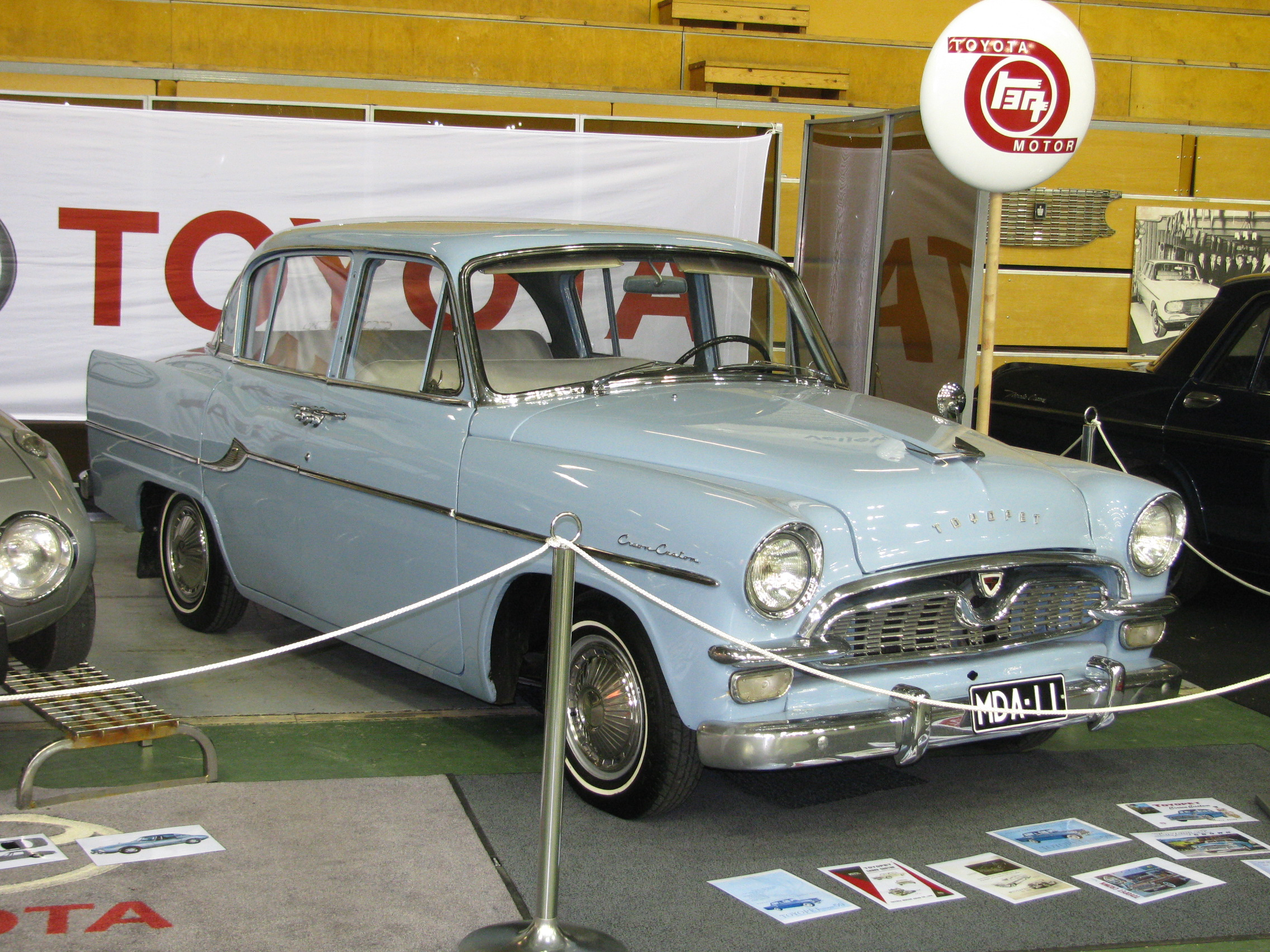
Toyopet Crown Custom

Виною провалу історики-експерти бачать в негативному іміджі продукції з Японії. По-перше, багато американців ще не забули японської агресії і недолюблювали цю країну, а по-друге, в 50-ті «Made in Japan» сприймалося так само, як в останні десятиліття напис Made in China, в той час Японія завалювала американців дешевими іграшками, причому не найвищої якості. Плюс американці самі стали виробляти в цей час більш доступні і економічні автомобілі, які, до того ж, пропонувалися покупцям набагато дешевшими, ніж європейські. Наприклад, одним із головних «вбивць» японської машини став AMC Rambler, плюс компанію йому склали Chevrolet Corvair, Ford Falcon і Plymouth Valiant. Сьогодні деякі американські журналісти-історики, роблячи порівняльні тести автомобілів тієї епохи, вважають Crown кращим імпортним автомобілем в США у своєму класі, в якому виступали Morris Minor, Renault Dauphine і VW Beetle, просто японець через своє походження і ціну виявився недооціненим.

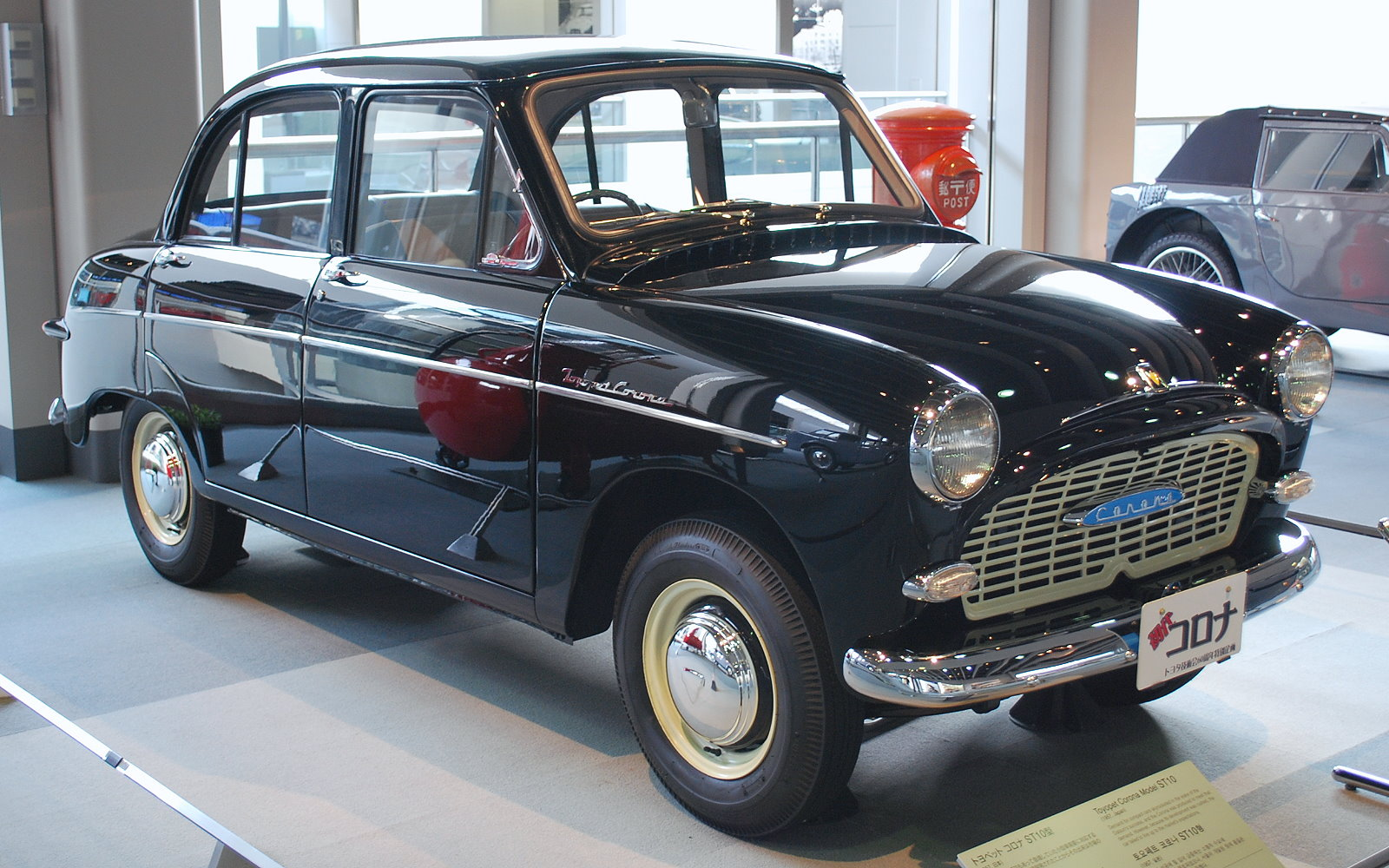
Toyopet Corona ST10

Тим часом ще в травні 1957 року в Японії з'являється нова, більш скромна модель, — Corona ST10, яка була оснащена знайомим за попередніми моделями агрегатом, який тепер розвивав 33 к.с.. Ця машина відкрила нову сторінку в історії марки Toyopet, тому що стала першою, що мала несучий кузов, причому деякі елементи кузова були запозичені від моделі Master Model RR (зокрема двері). В іншому новинка мала вузли від дорожчої Crown Model RS, в тому числі: гальмівну систему, підвіску, рульове управління і т. д.. Збірна солянка була обумовлена тим, що машину конструювали в поспіху, саме в цей же час Datsun — лідер японського авторинку підготував нову модель — Datsun 210, і фахівці «Тойоти» поспішали зірвати куш, продаючи автомобілі таксистам. У 1959 році починається виробництво Toyopet за межами архіпелагу Японія, вибір був зроблений на користь Бразилії, яка активно взяла курс на перетворення з аграрної країни в промислову. В цьому ж році перші японські автомобілі з'являються і в Європі, першими спробувати екзотику зважилися норвежці. У цьому ж році з'являється перший Toyopet з дизельним 1.5 л мотором, це був Crown Model CS20, 40-сильний автомобіль став взагалі першим легковим японським автомобілем, що працював на важкому паливі.

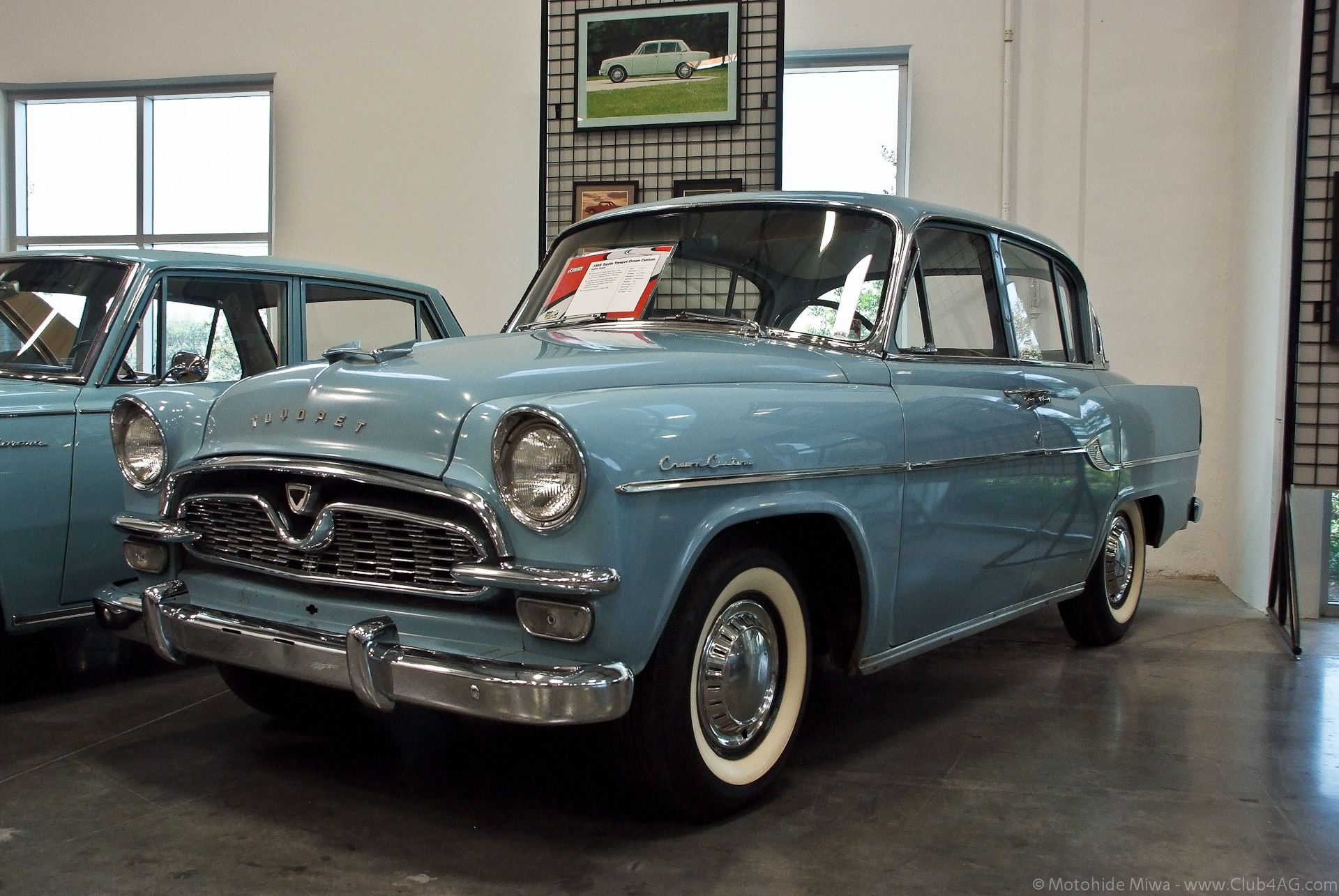
Toyopet Crown Model RS30 1959 року для американського ринку

Тоді ж американцям стали пропонувати більш потужну машину Toyopet Crown 1900 RS30, яка, не дивлячись на збільшений до 1.9 л об'єм двигуна і відповідно потужність, мала можливість установки 2-ступінчастої автоматичної коробки передач Toyoglide (скопійована японцями з американської Chevrolet Powerglide) або 3-ступінчастої механічної трансмісії з автоматичним зчепленням Saxomat. Поява версії Custom з п'ятидверним кузовом типу універсал все одно не викликала ажіотаж у американців.

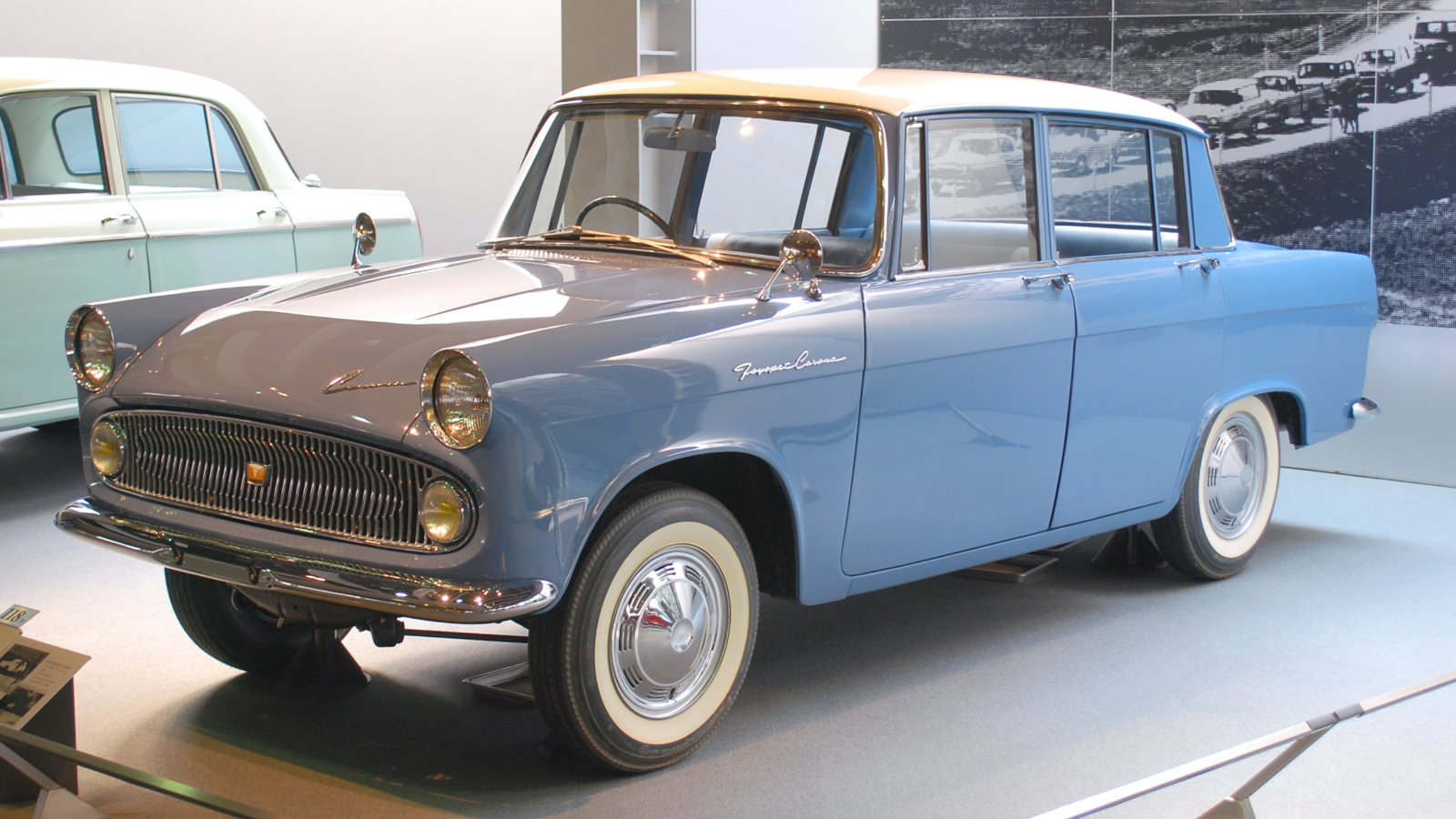
Toyopet Corona PT20

У жовтні 1959 року Corona отримує новий двигун серії Р, через що назва моделі змінюється на Corona PT10, об'єм двигуна залишився на рівні одного літра, але потужність піднялася до 45 к.с., завдяки чому максимальна швидкість виросла з 90 до 100 км/год, попутно машина отримує нове оформлення лицьової частини і більш широкий задній диван. Випускалася ця модель до березня 1960 року, в квітні її змінює Corona PT20. Тоді ж народжується легендарний позашляховик марки Toyota — Land Cruiser FJ40, який протримався на конвеєрі не один десяток років. Corona PT20 продовжила використовувати як ДВЗ літровий 45-сильний агрегат. Не дивлячись на те, що машина збільшилася в габаритах, важити вона стала менше, що дозволило подолати швидкісний рубіж в 100 км/год, і тепер японська машина, зовні схожа на німецький Opel Rekord 1957 модельного року, змогла мчати по шосе зі швидкістю в 110 км/год. Але більш сучасний дизайн і збільшена максимальна швидкість не змогли відібрати майку лідера у фірми Datsun і зокрема у її бестселера — Bluebird.

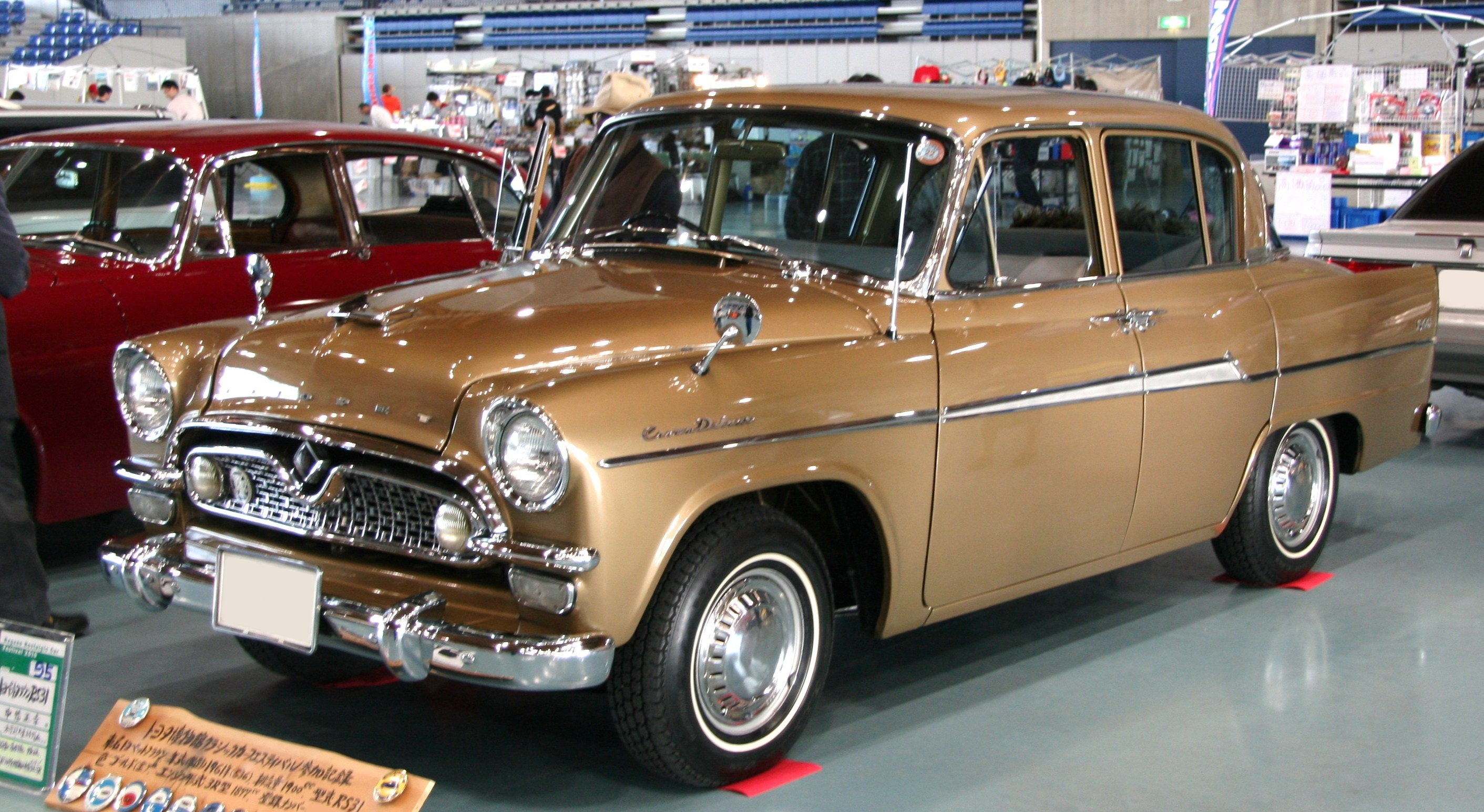
Toyopet Crown RS30 DeLuxe 1961 року

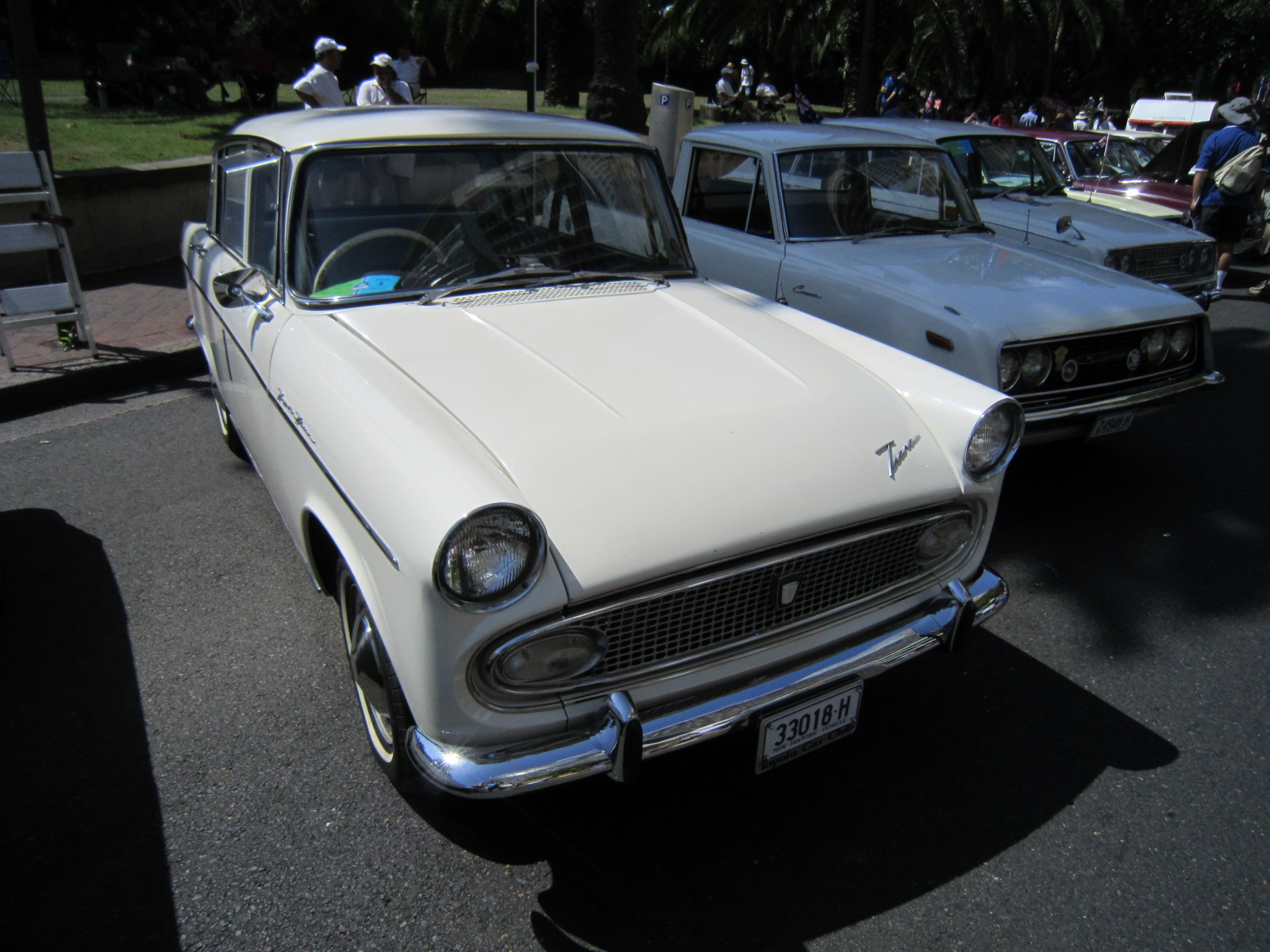
Toyopet Tiara RT10

Проте в 1961 році Corona, яка встигла розійтися тиражем в 25 000 примірників (наприклад, модель SA знайшла всього 215 покупців), оновлюється, нова модель починає продаватися в США під назвою Tiara Model RT20L, під капотом у неї прописується 1.5 л мотор серії R, потужністю 60 к.с., який дозволяв розігнати авто до швидкості в 137 км/год. Однак, якщо в Японії автомобіль користувався відмінним попитом, то американці брали маленьку і не дуже потужну машину, що змінила в США модель Crown, без особливого ентузіазму, фірмі з Нагої вдається продати всього 576 нових автомобілів в цьому році. Тим часом в березні того ж року 1.5 л мотор з'являється і на японській версії автомобіля, машина отримала назву Corona 1500 Model RT20. Нарешті Toyota вдається обійти Datsun, який міг запропонувати тільки 1.2 л двигун, плюсом в скарбничці переваг Corona була наявність опційної 2-ступінчастої автоматичної коробки «Toyoglide», яка привернула до лав покупців забезпечених жінок. Машина для японців була поки що дорогою іграшкою, дорожчий Crown коштував таких грошей, за які можна було придбати невеликий будиночок з ділянкою.

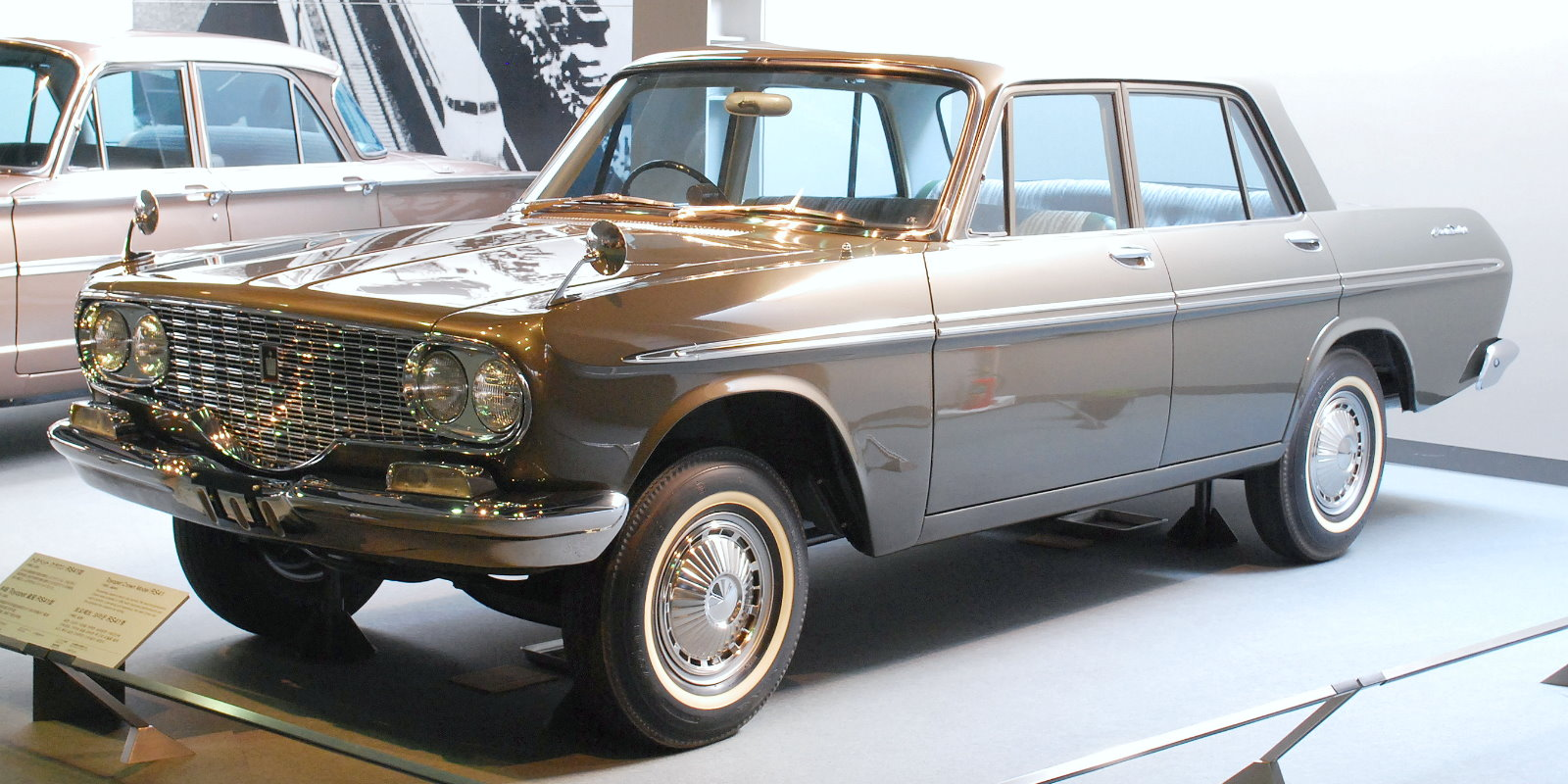
Toyopet Crown RS40

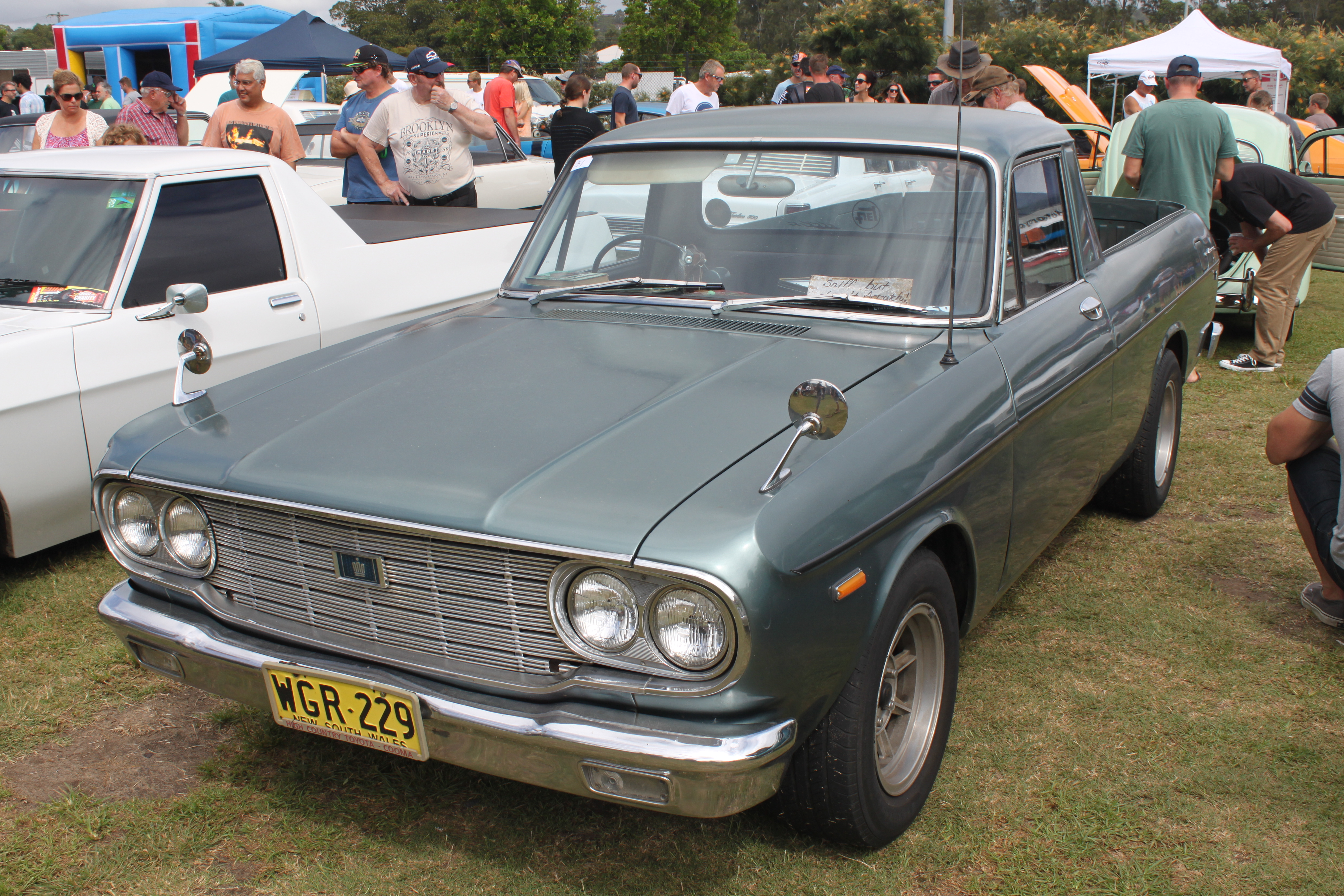
Toyopet Masterline MS40

У 1962 році модель Crown ґрунтовно оновлюється, машині було сім років, тому Crown RS40 отримує абсолютно новий кузов, який був значно більшим в габаритах, в порівнянні з попередником, і нагадував за дизайном американський Ford Falcon, що з'явився двома роками раніше, цю модель знову почали пропонувати і на північноамериканському ринку. Як і попереднє покоління, ця машина пропонувалася з кузовами типу седан, універсал, фургон, пікап і пікап з подвійною кабіною, останні три варіанти просувалися на внутрішньому японському ринку як Masterline, але на імпортних ринках у них у всіх красувалася табличка Crown, причому в США машина стала пропонуватися під маркою Toyota, а не Toyopet. Двигун пропонувався тільки один — об'ємом 1.9 л, який, залежно від комплектації, міг мати або 80 к.с. (Standart), або 90 к.с. у версії Deluxe і Custom (універсал). Клієнт міг вибрати або механічну коробку передач з 3 ступенями і овердрайвом (опційно з автоматичним зчепленням Saxomat), або 2-ступінчасту автоматичну — Toyoglide.
Улітку 1962 року Tiara RT20L стала пропонуватися і в Європі, фіни (фірмою Korpivaara Oy), які були до цього першими з європейців, що стали продавати у себе автомобілі Datsun, розширили асортимент брендом Toyopet, через деякий час автомобілі цієї марки стали продаватися і в Швеції з Норвегією, а незабаром наважилися купувати Toyopet і данці, і вже слідом за ними жителі Бенілюксу, які завжди мали якийсь свій специфічний автомобільний ринок. На європейських ринках машини стали з 1964 року просуватися під маркою Toyota, керівництво компанії вирішило не витрачати гроші на додаткову рекламу в японському автомобільному світі.
У 1963 році на Токійському автосалоні фірма показала два прототипи, які, на жаль, не пішли в серію, перший був Corona Sports Coupe, цікаве купе на базі Corona RT20L, дизайн був виконаний власними зусиллями, хоча в ньому чітко простежувався вплив італійської школи дизайну. Другим шоу-стопером став Crown з кузовом кабріолет, дах у дводверної машини піднімався за допомогою гідравліки, а скло рухалося завдяки електроприводу. Обидва прототипи були ходовими зразками і оснащувалися 1.9 л двигунами, які мали два карбюратора SU, що дозволяло знімати з них по 100 к.с., наприклад, купе міг розігнатися з таким мотором до 170 км/год. Серійний Crown отримав повноцінну автоматичну коробку передач.

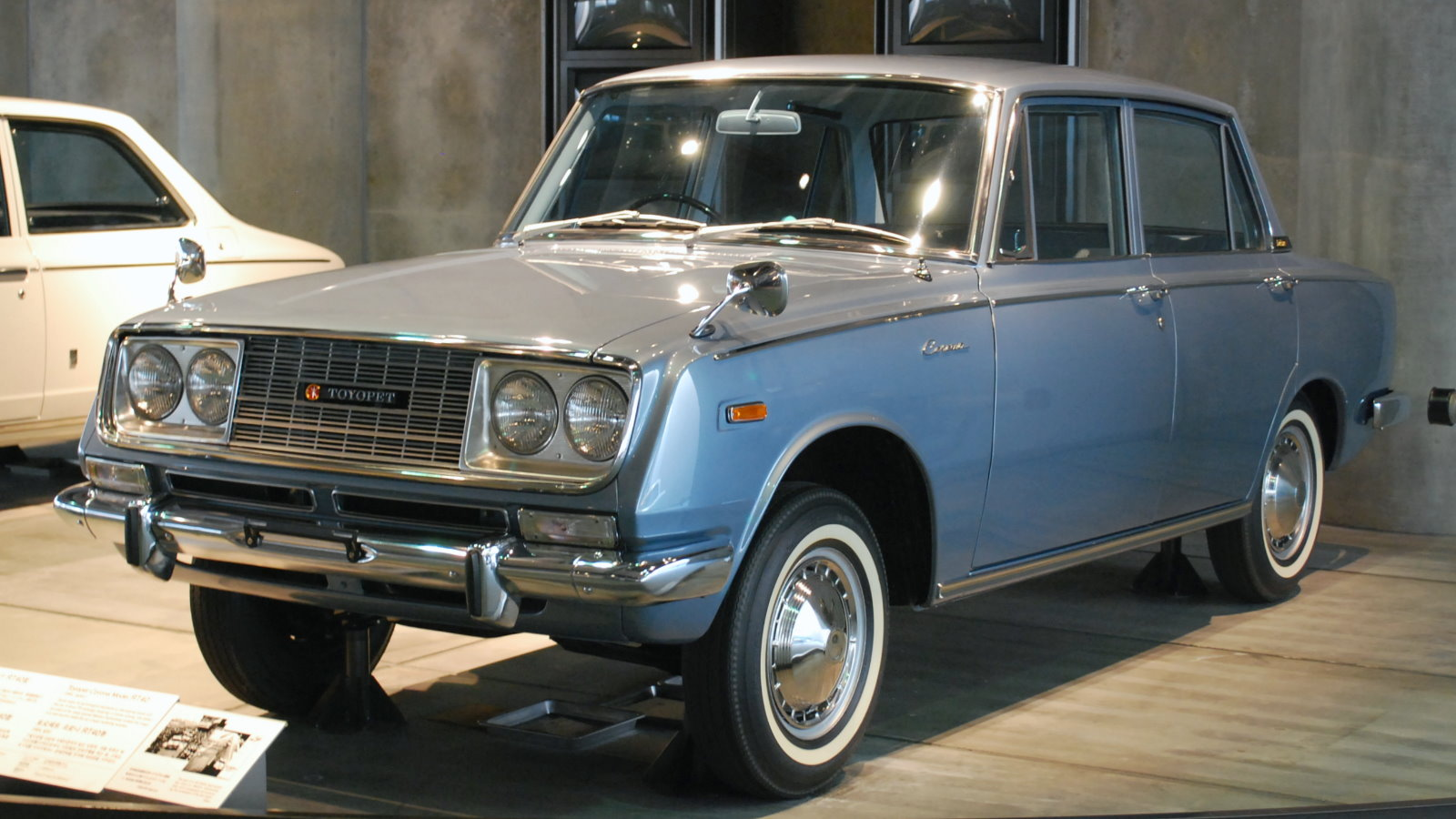
Toyopet Corona RT40

У березні 1964 року відбувається чергове оновлення моделі Tiara, машина Tiara Model RT30L отримує 1.9 л мотор, потужністю 90 к.с., і перероблену підвіску коліс, а в вересні того ж року з'являється повністю перероблена Corona — Model RT40, яка збільшується в габаритах, стаючи ширшою і довшою, а сам дизайн набуває стрімко-динамічний вигляд, як називали його самі творці — стрілоподібний. Старий, вже знайомий всім 1.5-літровий агрегат додає в потужності 10 к.с., і тепер він видавав 70 к.с., підвіска також була перероблена, упор робився на комфорт, а не простоту і дешевизну. Інженери намотали більше 100 000 км на прототипі, перш ніж відправити його в серію, причому особливу увагу приділяли динамічним тестам, машина постійно намотувала кілометри на максимальній швидкості. Японці запам'ятали причину свого провалу в США, і цуралися колишньої тихохідності своєї продукції. На США робився особливий наголос, фірма вирішила зробити ґрунтовний «кам-бак» на північноамериканський ринок, адже, зумівши продавати машини там, справишся з цим завданням і в іншій, менш вибагливій країні.

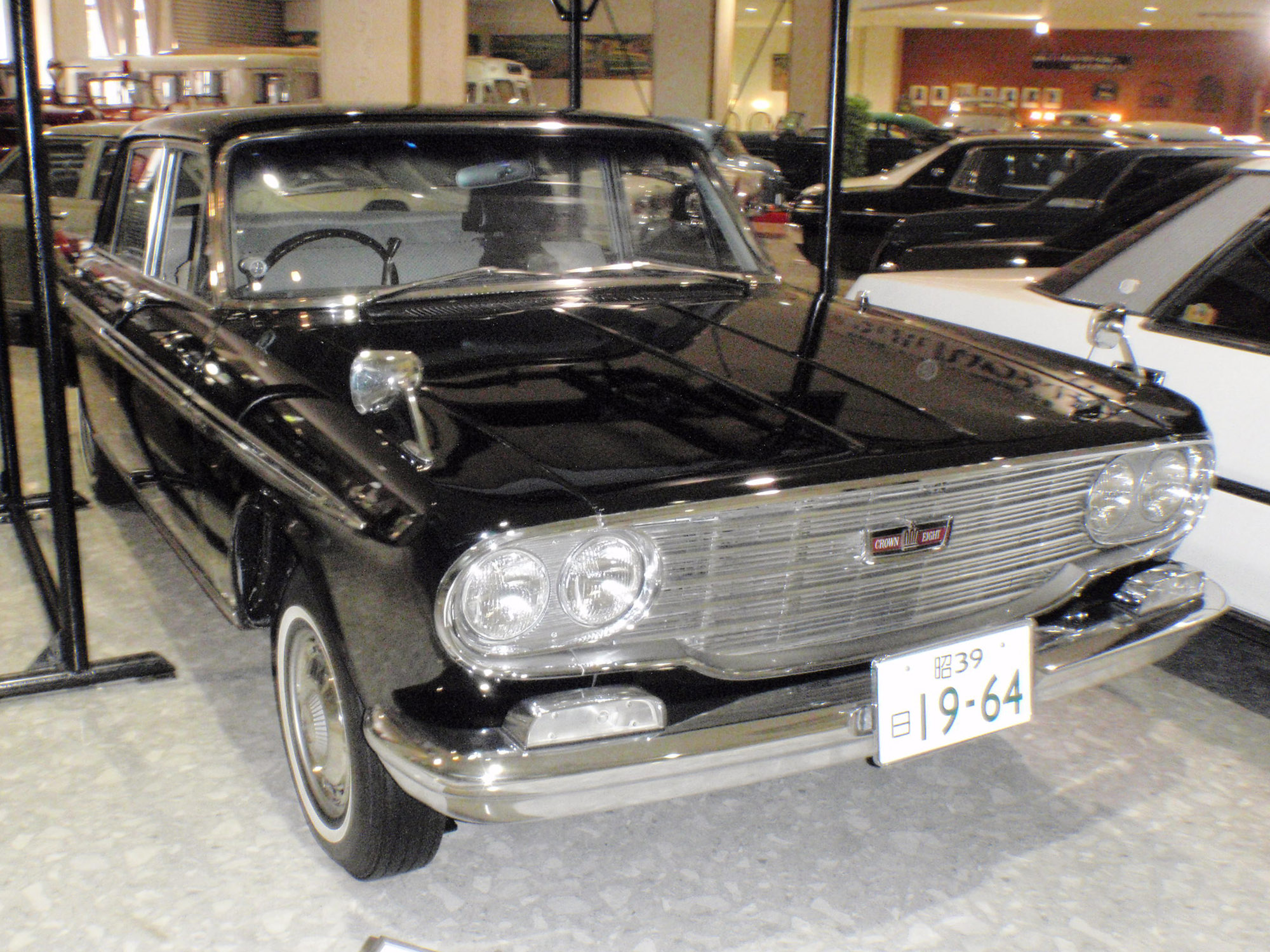
Toyota Crown Eight VG10

У квітні публіці показують першу топову повнорозмірну модель компанії, яка продавалася не під маркою Toyopet, a Toyota, це була Toyota Crown Eight VG10 з 2.6 л мотором V8, потужністю 110 к.с.. Машина була побудована на базі Crown RS40, але була дещо більшою в габаритах. Цей автомобіль став першим «японцем» з V8 під капотом, більш того, він був повністю виготовлений з легких сплавів (цей мотор, переживши різні оновлення, протримався на конвеєрі трохи більше 30 років). Машина була шикарно оснащена: 3-ступінчаста коробка автомат в базовому виконанні, електропривод всіх стекол, електропривод мали і кватирки на дверях, також електрично регулювалися передні сидіння, крім цього машина мала в своєму активі: центральний замок, плюшеву обробку сидінь, підсилювач рульового управління, радіолу з автоматичним пошуком станцій, якою можна було управляти із заднього сидіння, а за замовленням можна було оснастити автопілотом, кондиціонером і 4-ступінчастою механічною трансмісією. Crown Eight бачився творцям номенклатурним автомобілем, що і було досягнуто, і якщо імператорська сім'я використовувала Prince Grand Gloria, то прем'єр-міністр країни Ейсаку Сато зробив свій вибір на користь продукції Toyota. Через кілька років ця модель трансформувалася в топову модель Century.

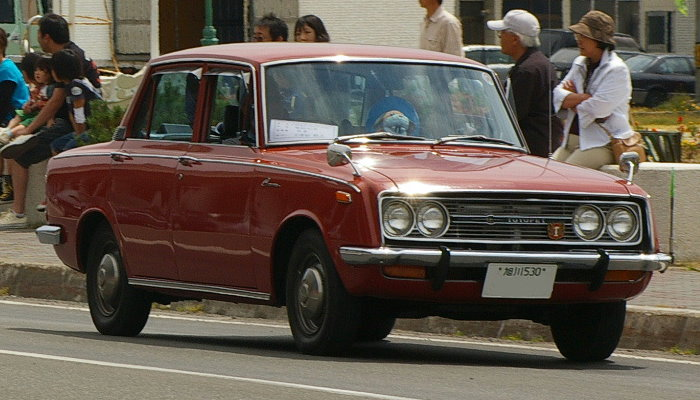
Toyota Corona RT40 для американського ринку

У 1965 році японці нарешті виводять нову модель Corona на американський ринок, тільки тепер продукція продавалася там під маркою Toyota, а не Toyopet, адже на англійській це було співзвучно словосполученню «іграшкове цуценя» (Той і Пет), що теж не сприяло популярності попередньої моделі, наприклад, в 1964 році вдається продати всього трохи більше 300 автомобілів. Нову модель вирішують продавати в США під тією ж назвою, що і в Японії, тобто Corona, а не Tiara. Американська версія оснащувалася 1.9 л мотором, а серед опцій американцям пропонувався кондиціонер, який в Японії взагалі не користувався попитом (був дуже дорогим). Японська машина стала єдиною імпортною машиною в своєму класі, яка могла похвалитися такою опцією, також новинка отримала автоматичну коробку передач. Крім іншого, машина могла похвалитися підлокітниками, сонячними козирками, тонованим склом, обробкою підлоги ковроліном, бардачком, колісними ковпаками і покришками з білою боковиною, і при цьому це все входило в базову комплектацію. Практично жоден однокласник не міг похвалитися таким набором, часто навіть за доплату, а конкурентом нової «Корони» в США був уже застарілий німецький «Жук» (який ще не обріс ореолом легендарності). Популярності сприяло і присудження машині титулу «Автомобіль року» за версією американського журналу «Motor Trend Car», також японцям був присуджений приз за якість продукції, після чого нарешті продажі злітають до позначки в 20 000 примірників на рік, роблячи з японської фірми номер три серед імпортних марок США.

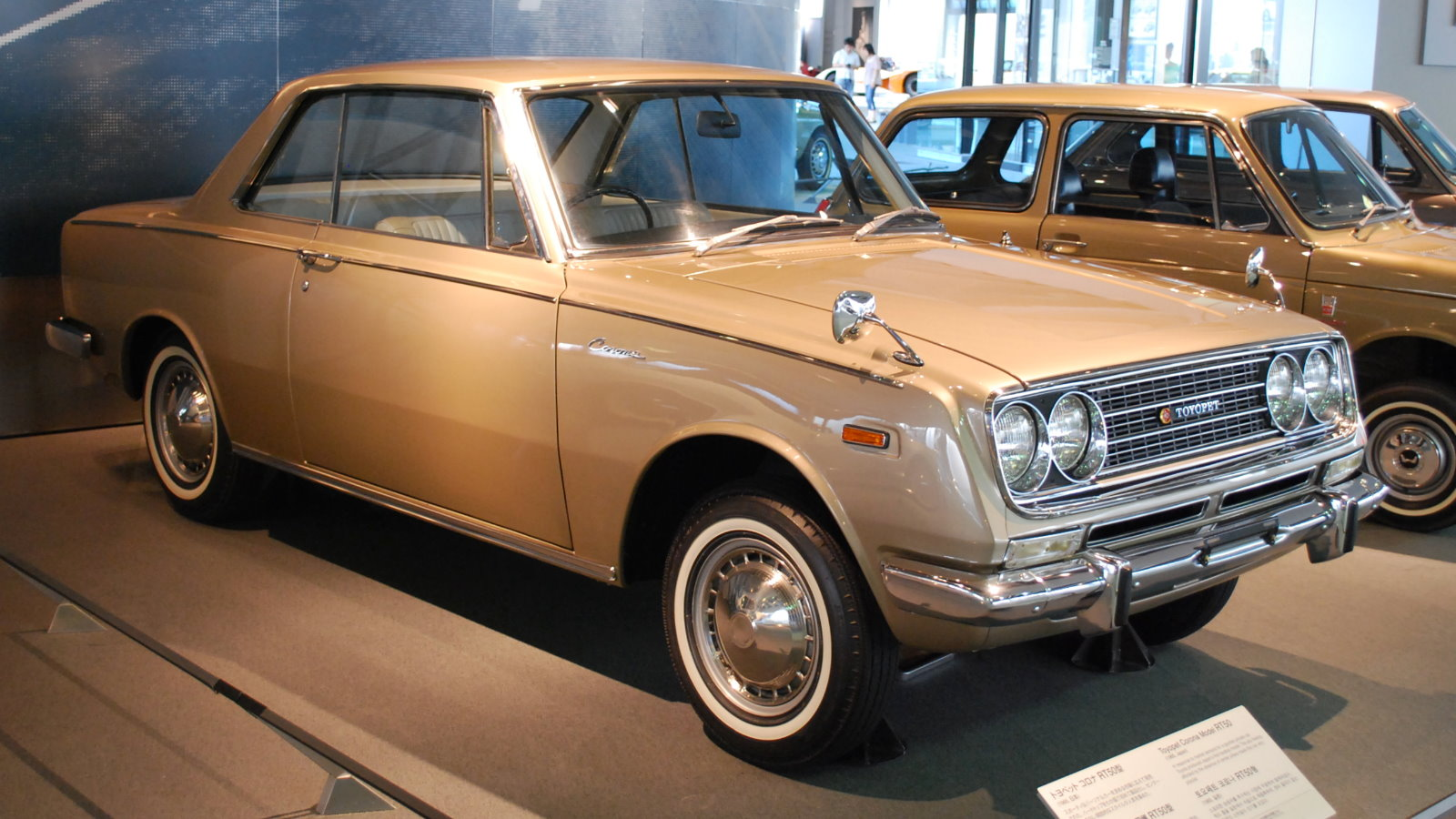
Toyopet Corona RT50 — перше японське авто з кузовом купе-хардтоп

А в Японії тільки за перший місяць продажів було реалізовано близько 8400 примірників, що зробило Toyota (як виробника автомобілів) лідером домашнього ринку, де до цього ним був Datsun зі своїм бестселером — Bluebird. На японському ринку модель Corona обзаводиться двигунами 1.2 л і 1.35 л, у квітні 1965 року з'являється і спортивна версія з кузовом хардтоп (вперше в Японії) — Toyopet Corona RT50 з 1.6 л мотором, оснащеним подвійним карбюратором, що дозволило зняти з двигуна 90 к.с.. Також ця версія стає першою в лінійці компанії Toyota, яку оснастили передніми дисковими гальмами, ще машина отримала 4-ступінчасту коробку передач з підлоговим розташуванням важеля замість триступінчастої і розташованого на рульовій колонці маніпулятора трансмісії, як це було у простіших версій. У листопаді 1965 року на японському ринку з'являється перший японський автомобіль з кузовом 5-дверний хетчбек — нею також стала вищезгадана Corona RT40, яка до цього випускалася в традиційних кузовах типу седан, купе-хардтоп, пікап і універсал. Японці відстали від європейців всього на вісім місяців, в березні 1965 року стартували продажі першого хетчбека в світі — Renault R16.

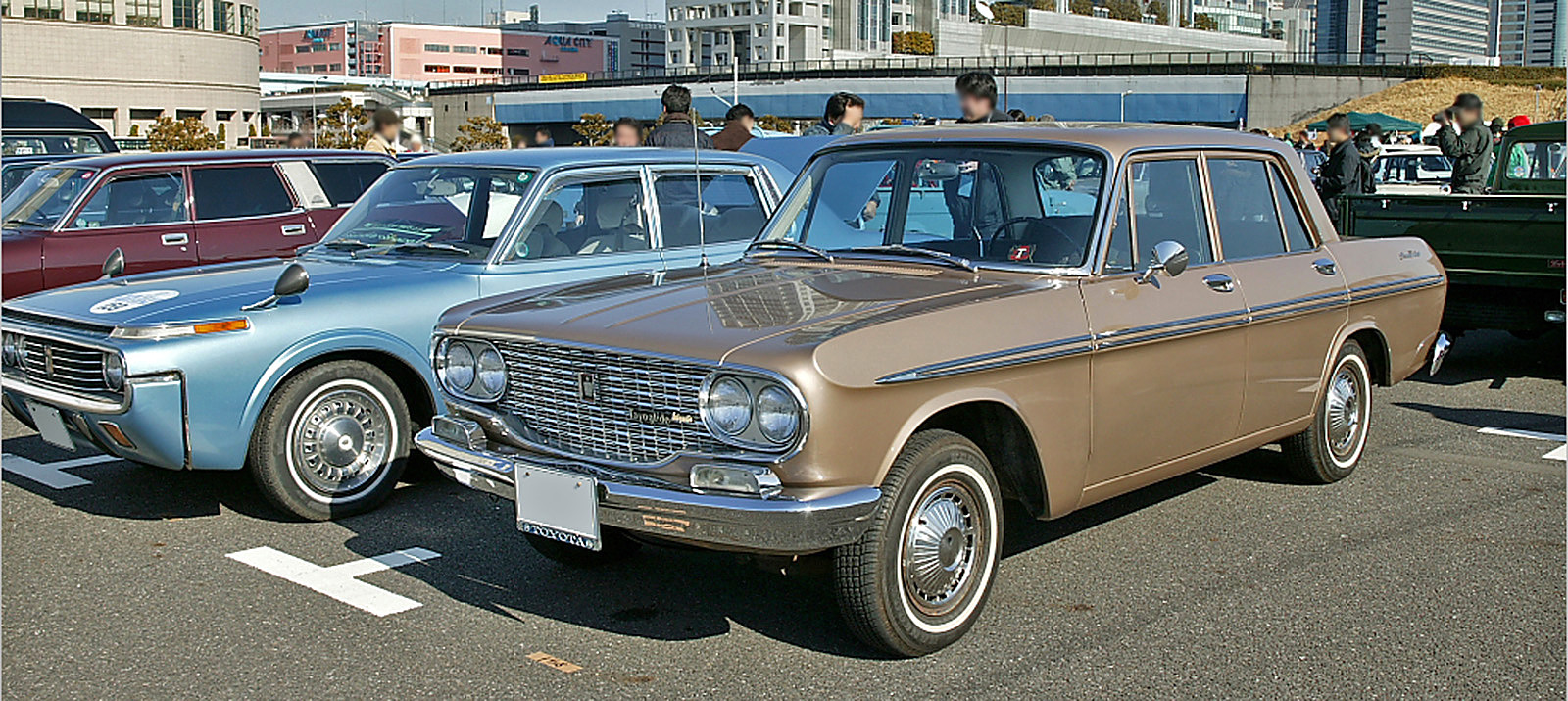
Toyopet Crown RS41. Відрізнити шестициліндрову версію від чотирициліндрової можна було за кольором корони на решітці радіатора — у більш потужних версій вона була червоною, а у машин з чотирма циліндрами — блакитною

У листопаді 1965 року клієнтам моделі Crown став пропонуватися і шестициліндровий мотор, об'ємом 2, серії M, тому заводський індекс цієї моделі змінився на MS41, отримавши новий мотор, машина знайшла і дискові гальмівні механізми на передніх колесах. Модель пропонувалася в двох версіях: Deluxe з 105-сильним мотором, і у версії S (Sport) — потужність її була доведена до 125 к.с., а як трансмісія на неї встановлювалася 4-ступінчаста з підлоговим розташуванням важеля КПП, також більш потужна версія отримала гідравлічний підсилювач гальм. У салоні машина відрізнялася від більш дешевої роздільними передніми сидіннями, обладнаними ременями безпеки, також на панелі приладів додали тахометр (спортивна версія). Через рік машину стали пропонувати і з електропакетом, який був доступний на 8-циліндровій моделі. Зовні машини цього модельного ряду відрізнялися від попередніх новою задньою оптикою, яка з круглої форми змінилася на витягнуту прямокутного типу. У 1966 році Toyota Motor Co. Ltd поглинає Hino Motors, через рік під крило компанії Toyota потрапляє і компанія Daihatsu Motor.

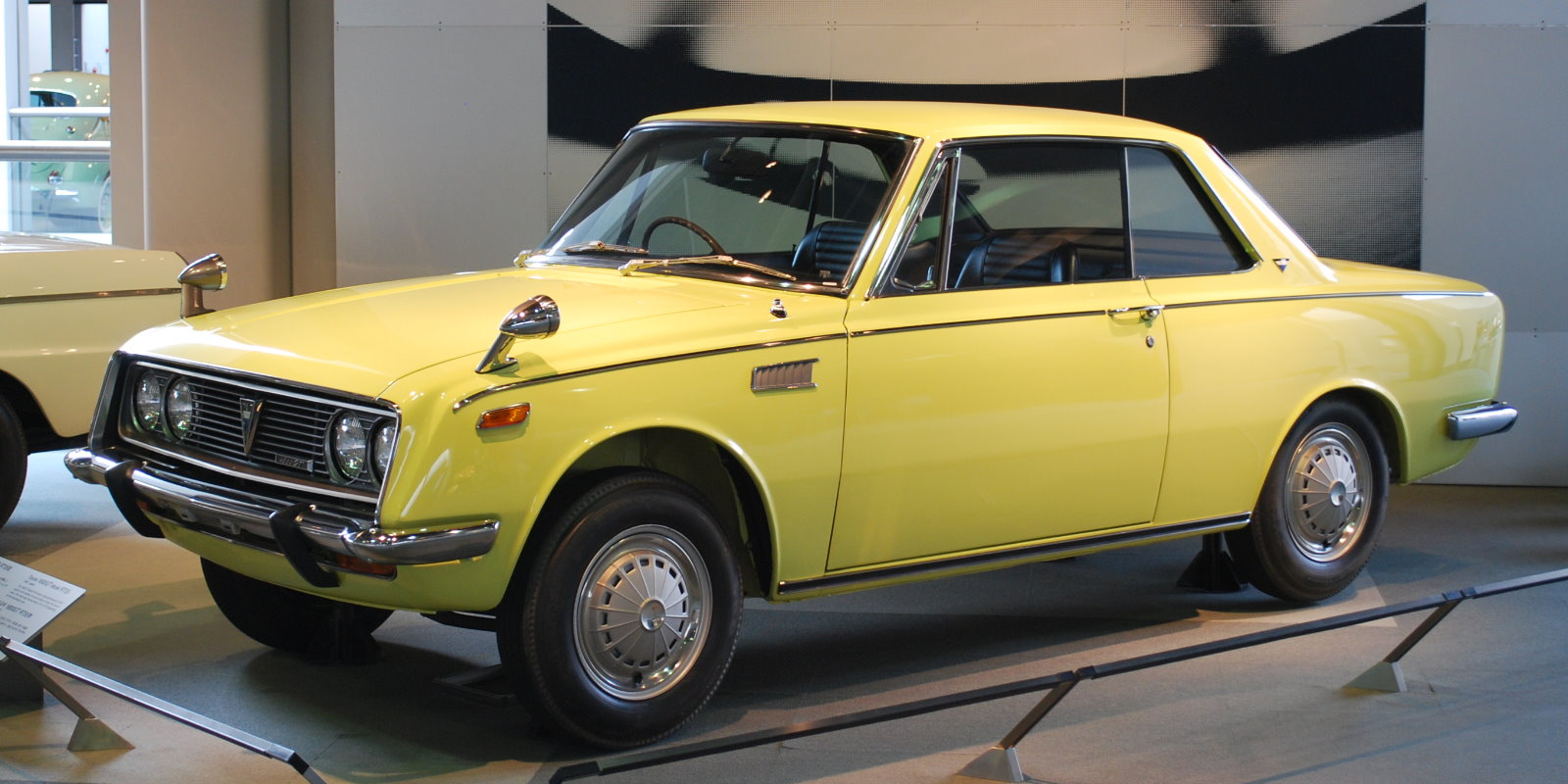
Toyopet 1600GT RT55

У серпні 1967 року з'являється Toyopet 1600GT Model RT55. Ця машина була побудована на базі хардтопу Corona, під капотом був встановлений двовальний двигун, об'ємом 1.6 л, з алюмінієвою головкою і всього двома клапанами на циліндр, що був доопрацьований інженерами компанії Yamaha і видавав 110 к.с.. Машину можна було замовити як з 4-ступінчастою, так і з 5-ступінчастою коробкою передач від топової моделі марки Toyota — 2000GT, від неї ж новинці дісталися і передні ковшеподібні сидіння. Максимальна швидкість цієї моделі дорівнювала 170 км/год, на 10 км/год більше, ніж у базової моделі з аналогічним кузовом. Від родича з таким же кузовом машину можна було відрізнити за повітрозабірником на передніх крилах, та за канарково-жовтим розфарбуванням, але авто можна було замовити і в іншій кольоровій гамі.

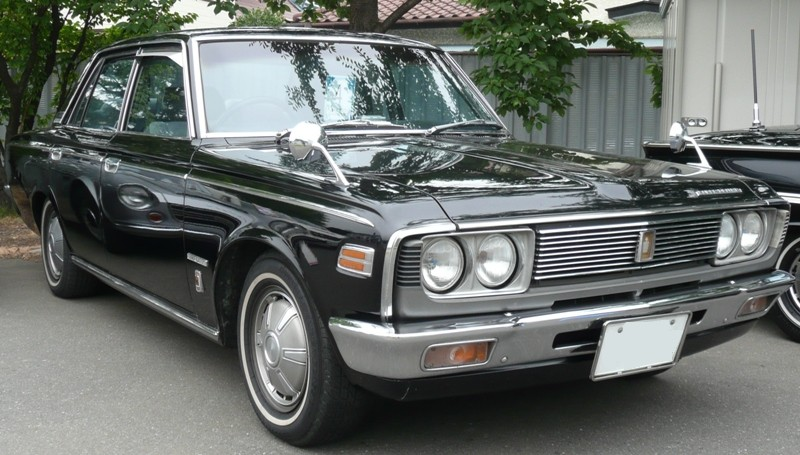
Toyopet Crown MS50 Deluxe

Через місяць, тобто у вересні 1967 року, Crown обзаводиться четвертим поколінням, яке, залежно від типу 2-літрового двигуна, мало заводський індекс RS50 (93 к.с. і чотири циліндри) або MS50 (100—125 к.с. з шестициліндровою тягою). Дизайн був розроблений власними силами, фахівці вперто не хотіли залучати до розробок чужих людей, як це робили інші виробники. Тодішня преса вважала цю машину найкрасивішою японською неспортивною моделлю. Машина пропонувалася в декількох комплектаціях, топовою з яких стала Super Deluxe, ця версія була багато оснащена: електропідйомники стекол, кондиціонер, центральний замок, плюшева оббивка салону, гідропідсилювач керма і більшим 2.3 л мотором, оснащеним двома карбюраторами. Комерційні версії цієї моделі, як і раніше, називалися Masterline.

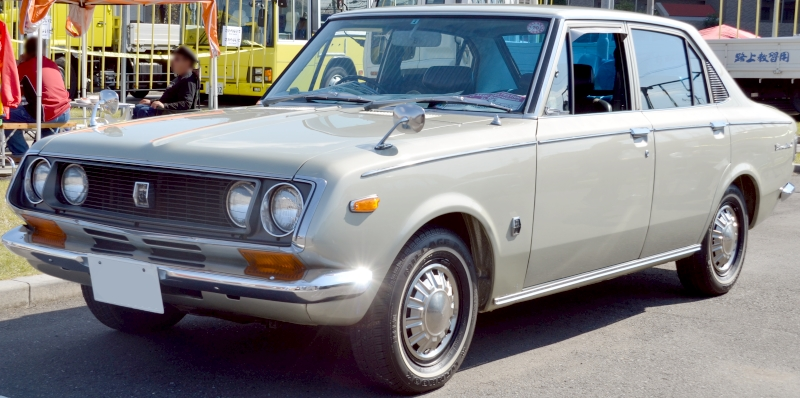
Toyopet Corona Mark II T60

У квітні 1968 року модель Corona RT40 отримує 1.6 л верхньовальний мотор, який розвивав 85 к.с. з одним карбюратором, або 100 к.с. з двома, ці версії отримали назву Golden. Одночасно на ринку з'являється ще одна модель, яка на місцевому ринку повинна була стати проміжною між флагманським Crown, який в Японії, як і раніше, просувався під маркою Toyopet, і більш дрібною Corona, нею стає Corona MkII T60. Ця машина стала на майже 20 см довшою RT40 і на 6 см ширшою, при цьому зберігши своєрідний стиль дизайну. Двигунів пропонувалося для цієї машини всього два — 1.6 і 1.9 л, обидва з верхнім розташуванням розподілвала. Через рік з'явилася версія з кузовом хардтоп — T70 1900 GSS, оснащений двовальним 1.9 л двигуном, потужністю 140 к.с., що дозволило розвивати непогані для того часу 200 км/год, з конкурентів тільки Datsun Fairlady 2000 міг протистояти цій машині від Toyopet.

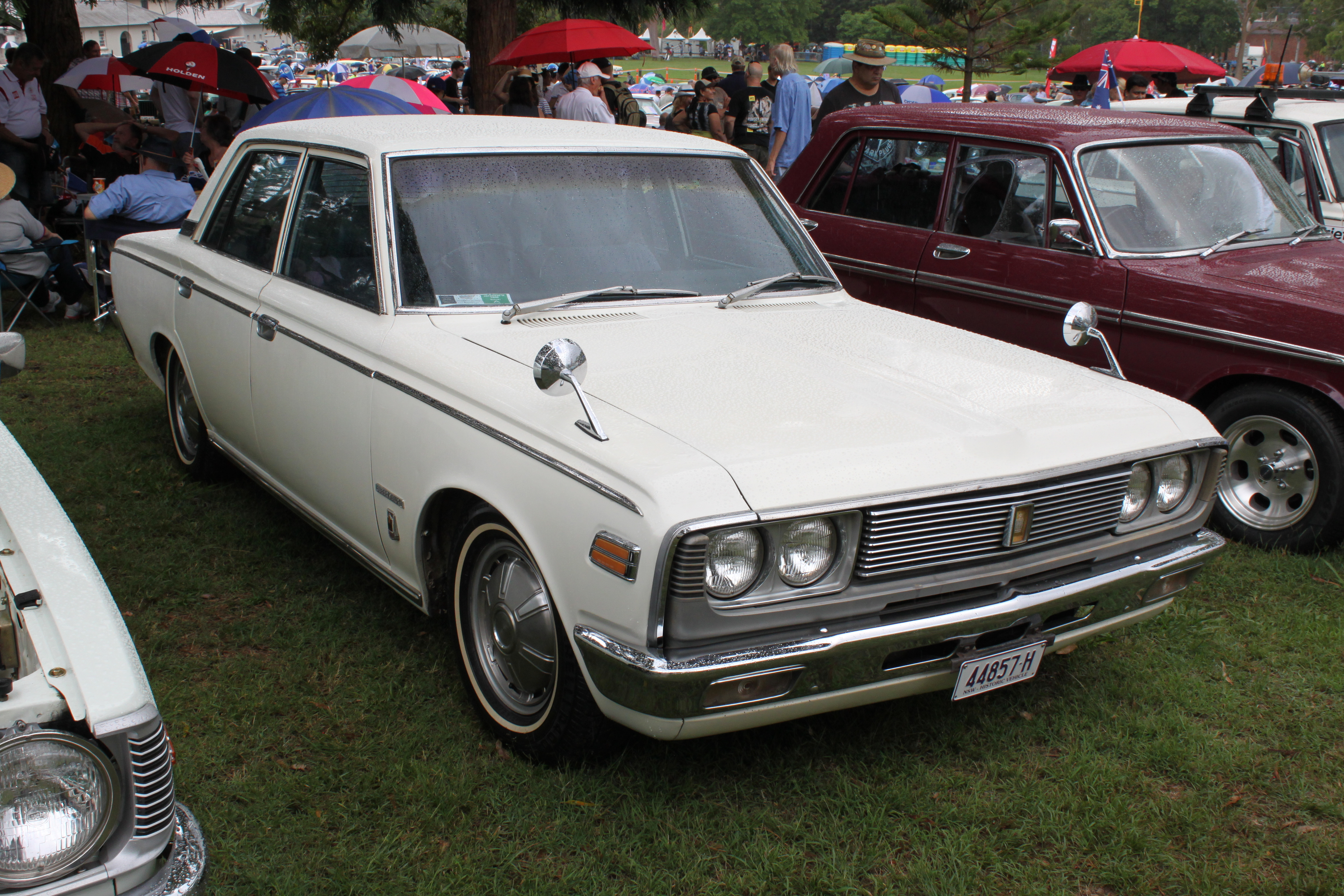
Toyopet Crown MS50 після рестайлінгу

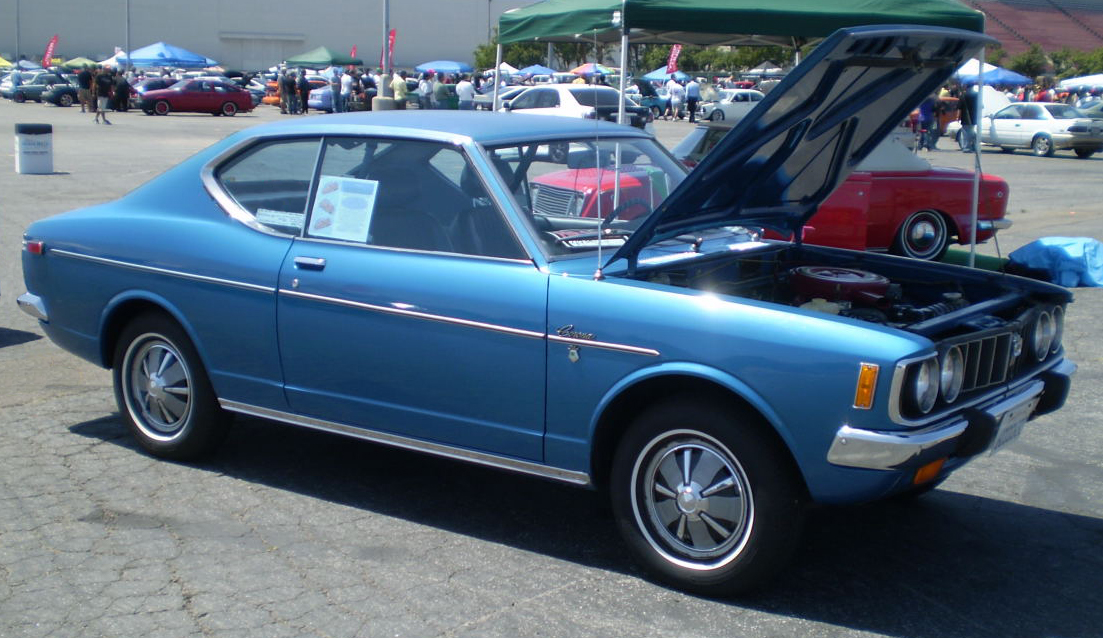
Toyota Corona Coupe для американського ринку

За 1969 рік Toyota продала трохи менше 125 000 автомобілів в США, американцям припали до смаку моделі, що випускалися компанією і продавалися на Новому континенті. Модель Crown переживає оновлення лицьової частини, а також незначне оновлення салону. У лютому 1970 року Corona RT40 змінює модель Corona T80/T90 (остання мала кузов купе-хардтоп), яка технічно недалеко пішла від попередниці, ходова, як і раніше, мала незалежну передню підвіску і залежну задню. Двигунів було спочатку два — 1.5 і 1.6 л, але вже влітку того ж року останній змінюється більш потужним 1.7 л мотором, до того ж додається 1.9 л мотор, запозичений у старшої Corona MkII. Пропонувався цей мотор тільки для 2-дверного купе-хардтопу або на американських варіантах цієї моделі. Вибір трансмісій був не менш широким: 3- і 4-ступенева механіка, або 2- і 3-ступеневий автомат. У цьому поколінні були представлені всі колишні типи кузова, крім пікапа, оскільки з'явилась незалежна лінійка пікапів під назвою Hi-Lux.
У лютому 1971 року припиняється виробництво Crown RS/MS50, замість неї з'являється серія MS60/70, але просувалася вона тепер на внутрішньому ринку під брендом Toyota, з появою цього покоління припиняє життя і модельний ряд Masterline. Під маркою Toyopet з цього моменту на внутрішньому ринку продавалося всього дві моделі: Corona і Corona Mark II.

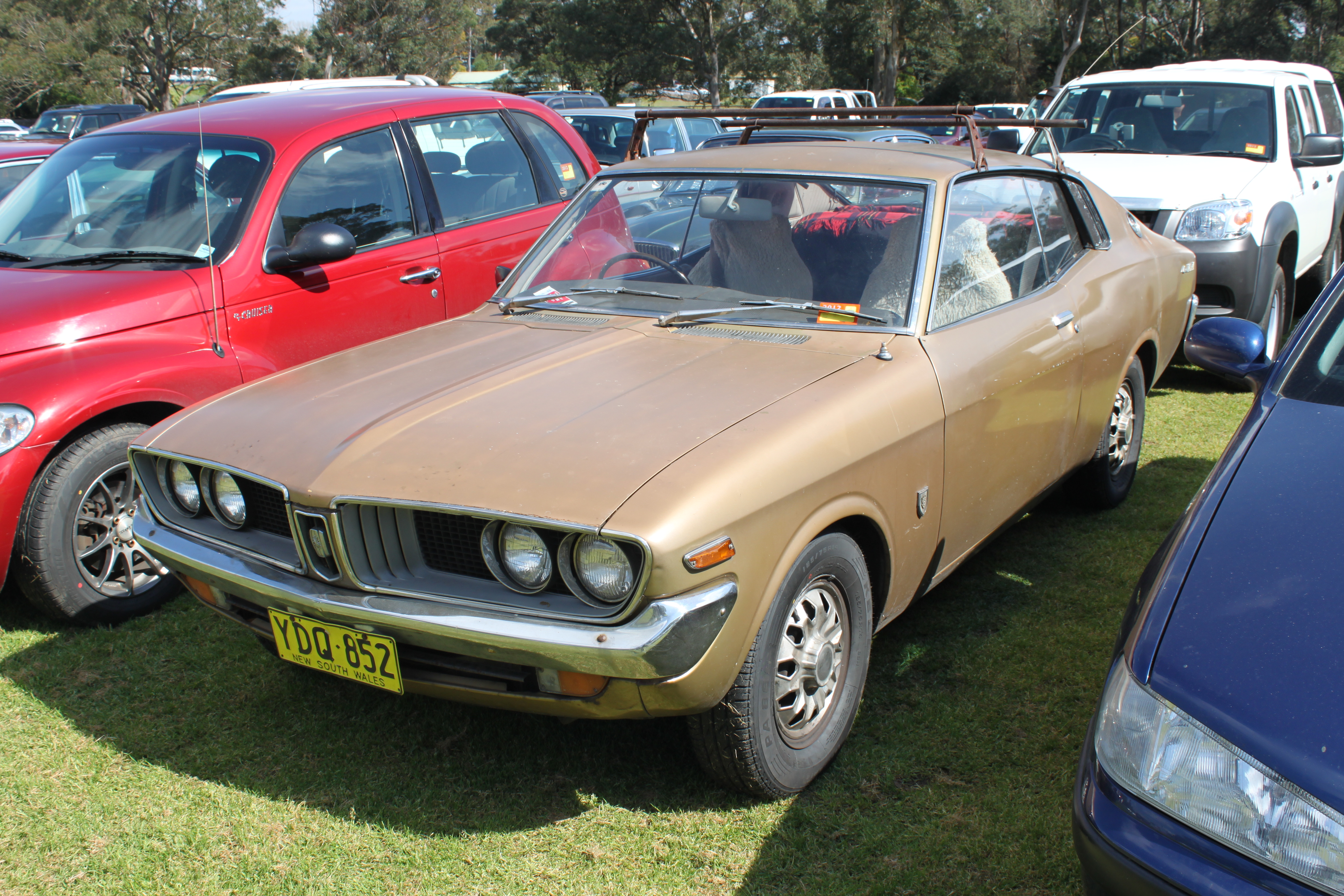
Toyota Corona Mark II X20 для американського ринку

У 1972 році «Тойота» продає свій мільйонний автомобіль в США, а 1.9 л мотор змінюється 2-літровим, який міг оснащуватися як карбюраторною системою живлення, так і з електронним уприскуванням палива (125 к.с.). Тоді ж з'являється друге покоління моделі Corona MkII із заводським індексом X10 і Х20 (залежно від типу кузова, індекс 20 мали купе-хардтоп), машина була побудована на новій платформі, яка не мала нічого спільного з платформою Corona T80. Назва Corona фігурувала тільки в каталогах фірми, а на багажнику красувалися написи Toyopet і Mark II. На новинку можна було замовити 1.7 л, 2-літровий чотирициліндровий мотор з карбюратором або уприскуванням, або 6-циліндровий 2-літровий агрегат серії М. На відміну від попередньої моделі, машина обзавелася незалежною пружинною підвіскою всіх чотирьох коліс, тільки версія «фургон» зберегла задній жорсткий міст, встановлений на ресори.

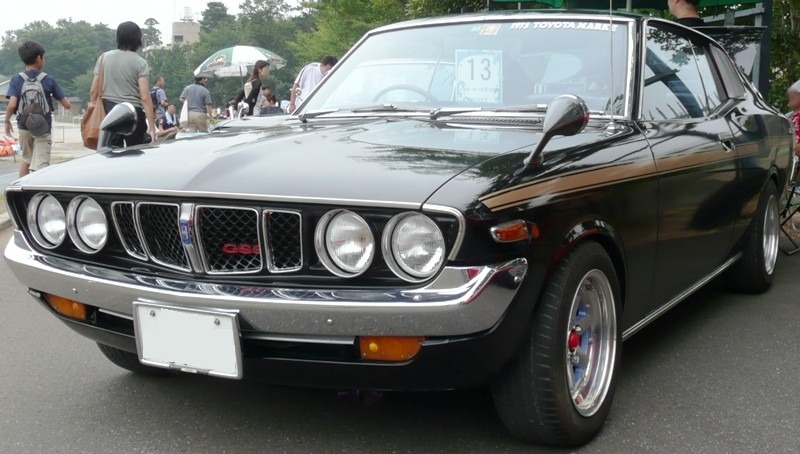
Toyopet Mark II 2000 GSS — один із найшвидших авто свого часу

Нове покоління «Марків» обзаводиться зарядженою версією, яка називалася MkII 2000 GSS, автомобіль з кузовом хардтоп був оснащений дволітровим двовальним чотирициліндровим двигуном серії 18R-G, доопрацьований фірмою Yamaha (головка мала всього по два клапани на циліндр, і випускалася також фірмою Yamaha). Він, крім іншого, мав напівсферичну камеру згоряння (та сама система Hemi, якої так хизується Chrysler, але її використовували на британських машинах ще з середини 20-х років) і розвивав цілих 145 к.с., що дозволяло конкурувати автомобілю з іншим японцем — Nissan Skyline GT серії С110. У той час GSS зі своєю максимальною швидкістю в 195 км/год (машина була важчою від попередника) вважався одним найшвидших авто в своєму класі, швидшим був тільки Datsun Fairlady 240Z зі своїми 200 км/год.
Corona переживає в цьому ж 1972 році невелике оновлення (нові ґрати радіатора і дизайн ковпаків), на ній також 1.9 л мотор змінюється новим 2-літровим мотором, оснащеним електронним уприскуванням палива, але ним оснащували тільки дводверний хардтоп. Крім іншого, цю машину можна було оснастити автоматом з електронним управлінням (вперше в Японії), у якого можна було вибирати режим коробки «Спорт»/«Нормал» за допомогою кнопки. Для вантажних версій пропонували найбільш економічний варіант — 1.35 л мотор, потужністю 65 к.с..

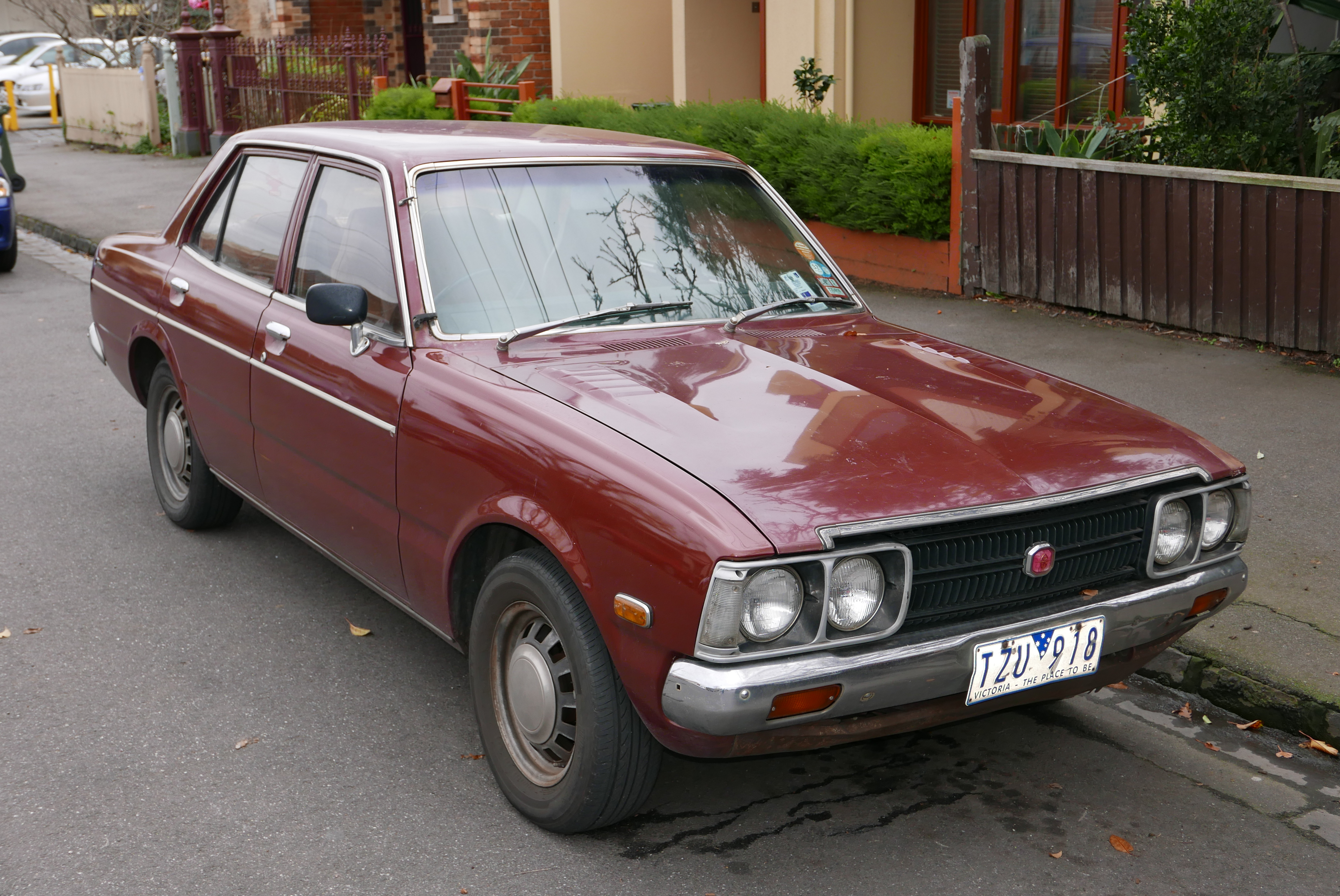
Toyota Corona RT104

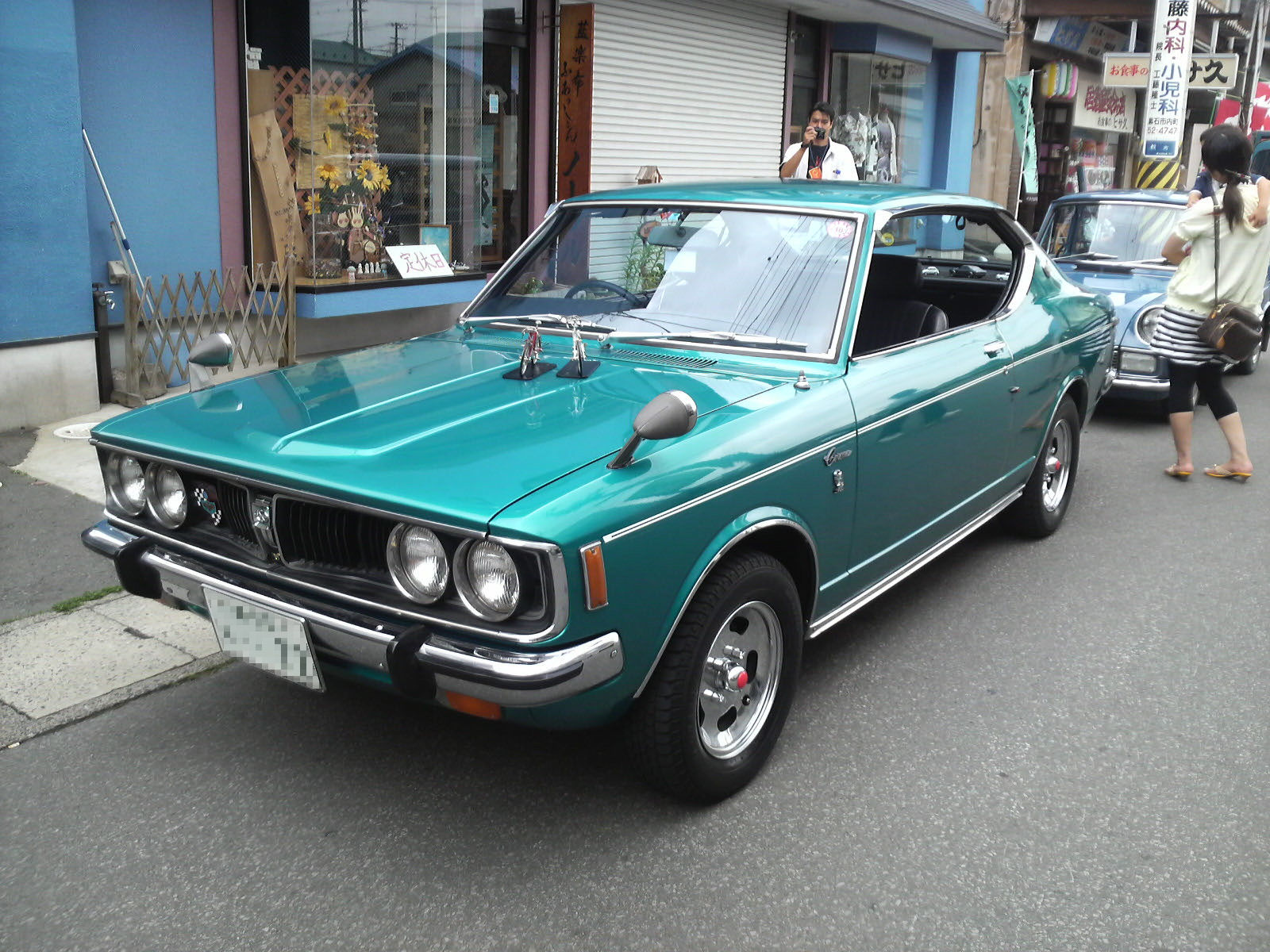
Toyopet Corona RT104

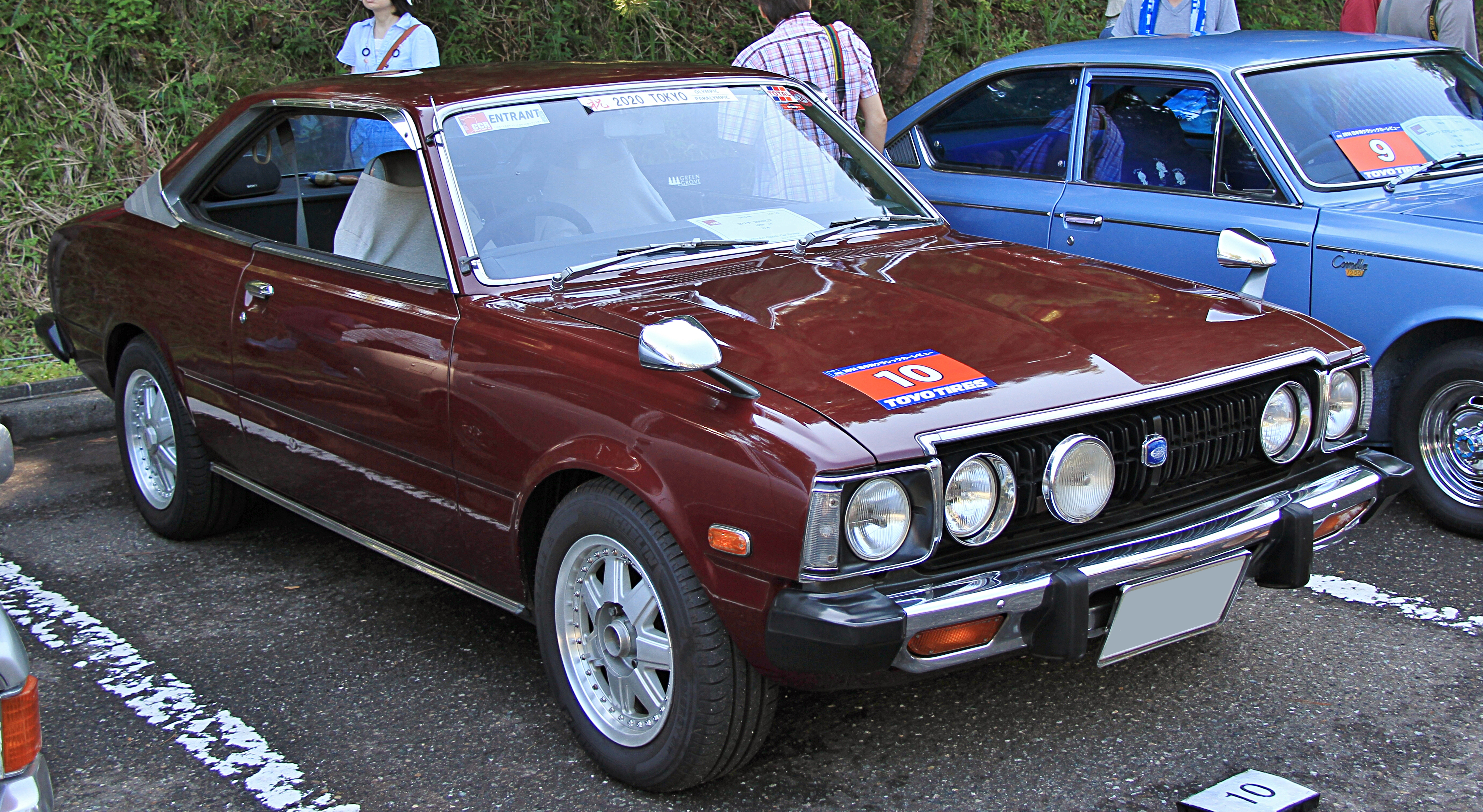
Toyopet Corona 2000GT Hardtop Coupe RT114

У серпні 1973 року виходить у світ нова «Корона» з 100 індексом кузова, дизайн якого став більш солідним і незграбним. Нова машина створювалася з більшою оглядкою на безпеку: бампери у неї були встановлені до кузова через амортизатори, як того вимагали закони безпеки США, бензобак був відсунутий максимально далі від задньої частини авто, в дверях були встановлені бруси безпеки, також до елементів безпеки відносилися оброблені м'яким матеріалом панель приладів, рульова колонка, що ішла убік при зіткненні, задні вогні були збільшені в габаритах, а також передні дискові гальма. З впровадженням новинки більше не пропонувалися старі двигуни з нижнім розташуванням розподілвала, а гама двигунів складалася з моторів, об'ємом від 1.4 л до 2 л, серед яких були і двигуни, оснащені системою каталізації відпрацьованих газів. Базові моделі оснащувалися ресорною підвіскою, а спортивні топові моделі мали чотириважільну незалежну підвіску, яка, до того ж, мала стабілізатор поперечної стійкості. Для японського ринку пропонувався такий же мотор, що і для Mark II — 18 R-G, така версія мала назву Corona 2000GT.

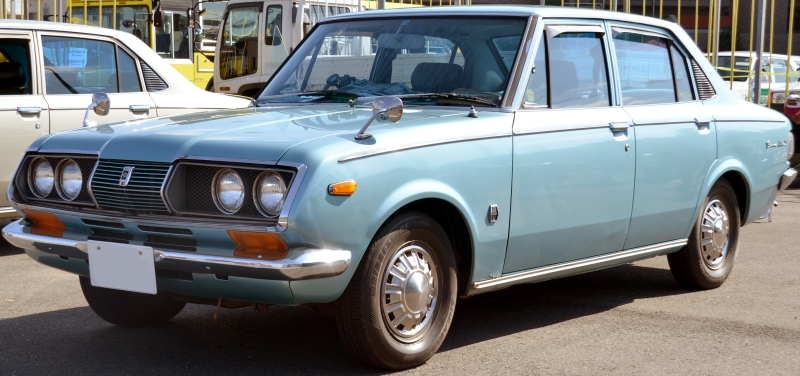
Toyopet Mark II-L з кузовом седан

У 1973 році в США припиняється продаж автомобілів моделі Crown, не дивлячись на те, що фірмі вдавалося тепер реалізовувати в Північній Америці по 300 000 автомобілів на рік, топова модель в кращі свої роки розходилася тиражем всього в 6500 екземплярів. Замість неї в США флагманом стає модель Mark II. Багато оснащену модель, яку в топовій версії назвали Mark II-L, оснастили замість 2.3 л 109-сильного агрегату більш потужним 2.6 л двигуном, потужністю 122 к.с., від моделі Crown S60.

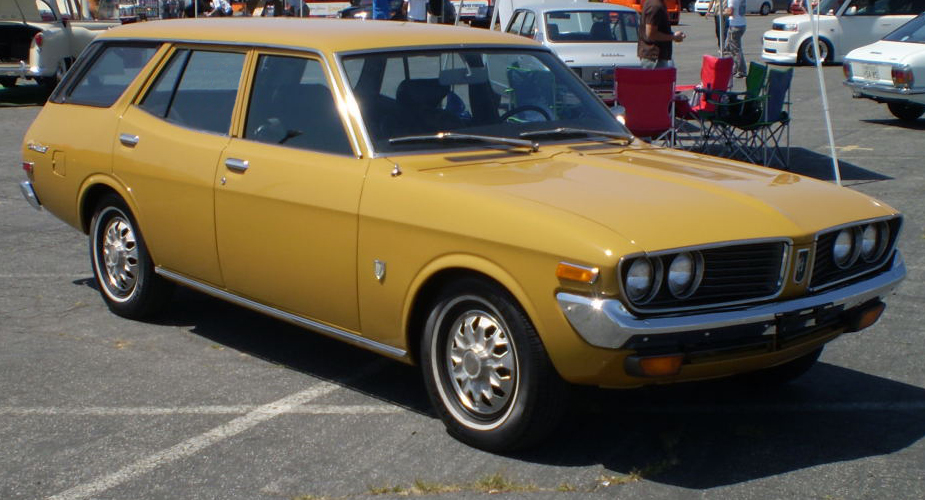
Toyota Corona MkII Wagon MX29

Наприкінці 1974 року Mark II, що трохи збільшився в габаритах (завдяки новими бамперам), для японського ринку обзаводиться найменшим мотором — об'ємом 1.8 л, разом з тим припиняється продаж чотирициліндрової моделі 2000 GSS. Серед опцій покупцям цієї машини пропонувалися: касетний магнітофон, підсилювач керма, кондиціонер і триступеневий автомат. Зовні відрізнити чотири- і шестициліндрову машину спереду стало можливо за розташуванням шильдиків, у скромних версій написи були на решітці радіатора, а у шісток — на капоті. А у Corona в цей же час у топових варіантах на консолі в стелі були розміщені сигнальні лампочки (Electro Sensor Panel), які діагностували неполадки в системі автомобіля та інформували про них водія. У США цією опцією оснащувалися тільки версії з кузовом хардтоп, їх же можна було оснастити покришками з білою смугою, тонованим склом і багатшим хромованим декором.
У 1975 році фірма стає номером один серед продавців імпортних автомобілів в США, через рік Corona, яка пережила незначне оновлення лицьової частини, позбавляється дволітрового мотора з уприскуванням, оскільки він не проходив по нормах викиду відпрацьованих газів. Для американського ринку цю модель оснастили новим 2.2 л двигуном (20-R) з електронним запалюванням і потужністю 96 к.с.. Вперше цей мотор був використаний на доступній псевдоспортивній моделі Celica і пікапі Hi- Lux. З програми опцій випала і двоступенева автоматична коробка передач, яка вже морально застаріла на той час. Версія з кузовом хардтоп-купе на американському ринку отримує приставку в назві — Corona SR-5 (пізніше такий же префікс буде у американської Toyota Corolla з кузовом купе), ця версія в базовому оснащенні отримує п'ятиступінчасту коробку передач.

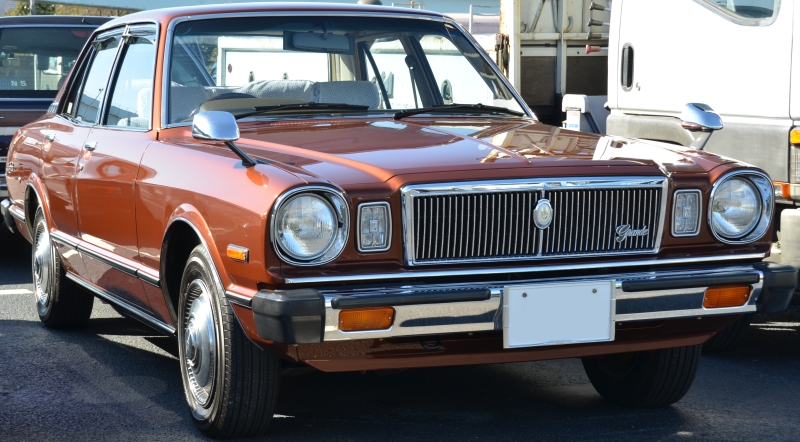
Toyopet Mark II Grande X30

У грудні 1976 року замість Mark II серії Х10-Х20 виходить у світ нове покоління — Mark II Х30/40, який стає більшим і обзаводиться незграбнішим європейським дизайном в стилі Crown MS80. Вона отримує незалежну підвіску всіх коліс, але версія універсал і фургон, як і раніше, оснащувалися ресорною задньою підвіскою, а спереду двоважільна підвіска поступилася місцем стійок Макферсона. Також модель отримує дискові гальма на всіх колесах, двигуни тепер були тільки шестициліндрові, об'ємом 2 л (110 і 125 к.с.) і 2.6 л (135 к.с.), які отримали більш потужні стартери, оскільки холодний клімат північних штатів змушував довше крутити мотор і стартери не витримували навантаження, топові версії оснастили дисковими гальмами всіх коліс.

## Припинення виробництва автомобілів. Закриття бренду

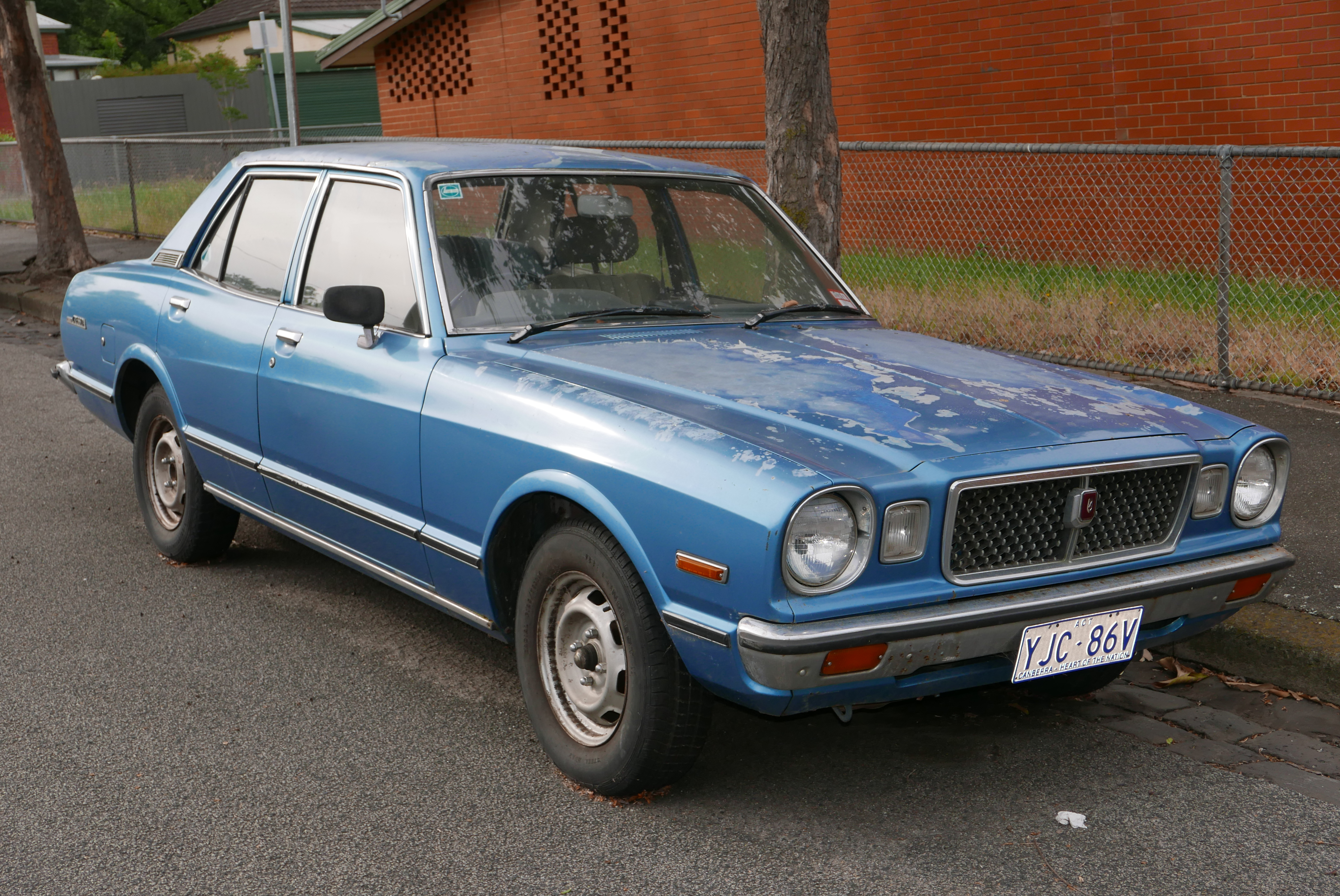
Toyota Cressida GL MX32

У 1977 році на Mark II встановлюють і 1.8 л мотор на чотирициліндровій тязі, з цього моменту цю модель стали пропонувати на зарубіжних ринках під назвою Cressida, в першу чергу в США, де торгове найменування «Mark» було закріплено за брендом Lincoln. Cressida, ставши в США топовою Toyota, оснащувалася виключно 2.6 л мотором і тільки з автоматичною коробкою передач. У серпні 1978 року Mark II оновлюють, він отримує нові ґрати радіатора, задню оптику, бампери. Таблички з назвою Toyopet змінюються на шильдики з написом Toyota. Буквально через місяць анонсується і нове, шосте покоління моделі Corona (T130), разом з нею керівництвом компанії було вирішено відмовитися і від торгового найменування «Toyopet», машина нової генерації продавалася тепер під назвою Toyota Corona. Після цього Toyota Motor Company стала виробляти всю свою продукцію тільки під маркою Toyota, поки в кінці 80-х не з'явився бренд Lexus, а трохи пізніше і Scion.
Сьогодні дилершипи в Японії, що торгують автомобілями моделей Caldina (спадкоємиця Corona) і Mark II, Mark X, Prius, HiAce та іншими, називаються Toyopet, через цю ж мережу продавалися і перші Lexus LS400.

## Список автомобілів Toyoda
- 1935 — Toyoda Model A1
  - Toyoda Model G1
- 1936 — Toyoda Model AA
  - Toyoda Model AB

## Список легкових автомобілів Toyopet
- 1947 — Toyopet Model SA
- 1949 — Toyopet Model SD
- 1951 — Toyopet Model SF
- 1953 — Toyopet Custom Model SH
  - Toyopet Super Model RH
- 1955 — Toyopet Crown Model RS
  - Toyopet Master Model RR
  - Toyopet Masterline Model RR
- 1957 — Toyopet Corona ST10
- 1958 — Toyopet Crown RS20
- 1959 — Toyopet Corona CS20
  - Toyopet Crown RS30
  - Toyopet Corona PT10
- 1960 — Toyopet Corona PT20
- 1961 — Toyopet Tiara RT20
  - Toyopet Crown RS30
- 1962 — Toyopet Crown RS40
- 1964 — Toyopet Corona RT40
  - Toyopet Tiara RT30
- 1965 — Toyopet Corona RT50
  - Toyopet Crown MS41
- 1967 — Toyopet 1600GT
  - Toyopet Crown RS50
  - Toyopet Crown MS50
- 1968 — Toyopet Corona Mark II T60
- 1970 — Toyopet Corona T80
  - Toyopet Corona T90
- 1971 — Toyopet Crown MS60
  - Toyopet Crown MS70
- 1972 — Toyopet Corona Mark II X10
  - Toyopet Corona Mark II X20
  - Toyopet Mark II 2000 GSS
- 1973 — Toyopet Corona 2000GT
  - Toyopet Corona RT104
- 1974 — Toyopet Corona Mark II MX29
- 1976 — Toyopet Mark II X30
  - Toyopet Mark II X40